# Rugby-Union-Weltmeisterschaft 2019

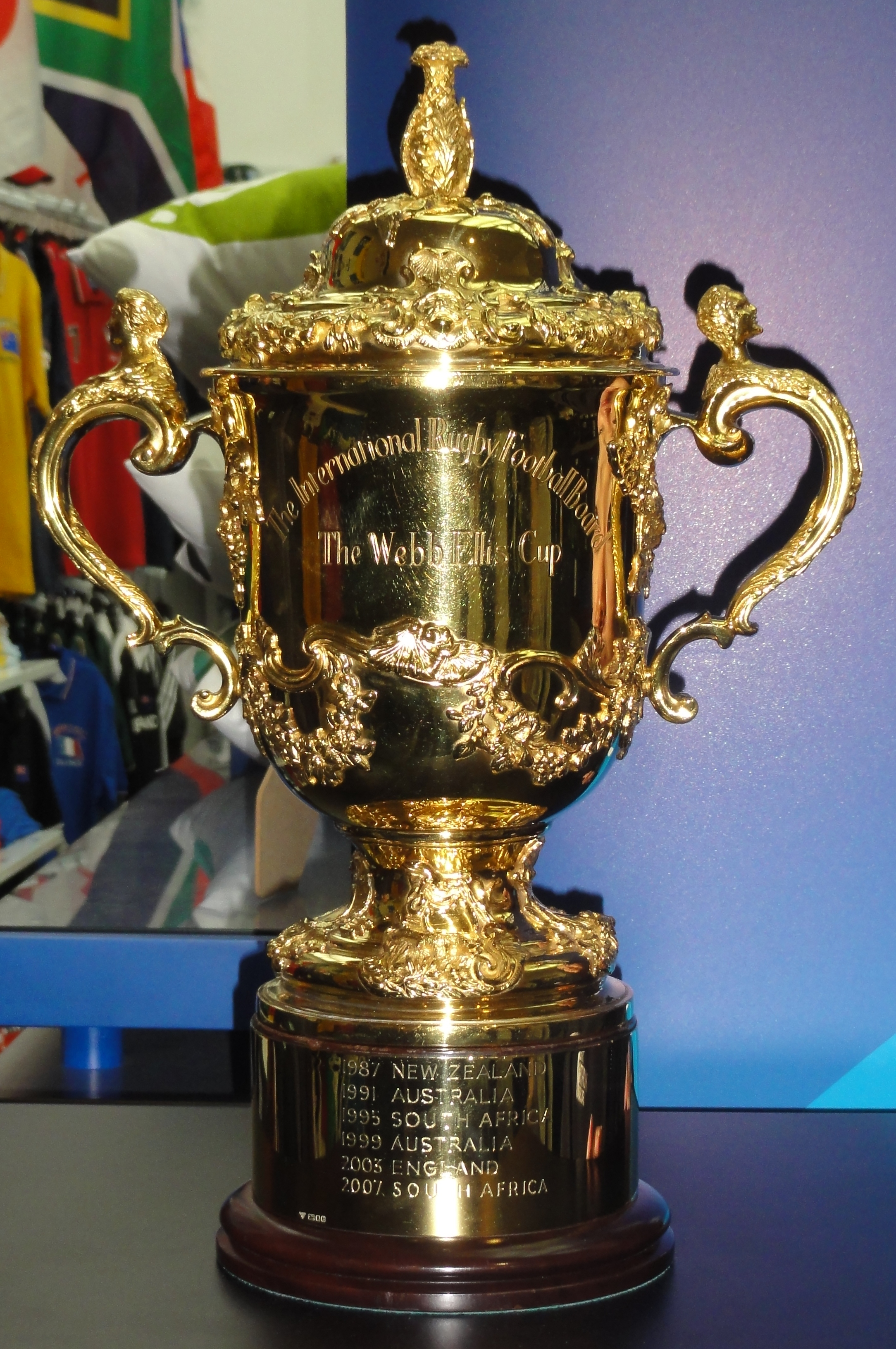
Der Webb Ellis Cup

Die Rugby-Union-Weltmeisterschaft 2019 (japanisch ラグビーワールドカップ2019) fand vom 20. September bis 2. November 2019 in Japan statt. Es war die neunte Weltmeisterschaft im vierjährlichen Turnierzyklus, der vom Weltverband World Rugby organisiert wird, und die fünfte in der nördlichen Hemisphäre. Erstmals wurde eine Weltmeisterschaft in Asien und damit außerhalb der „traditionellen Rugbyländer“ ausgetragen. Alle vorhergehenden Weltmeisterschaften wurden abwechselnd in Ländern der Tri Nations (jetzt The Rugby Championship, Südhemisphäre) bzw. der Five Nations (jetzt Six Nations, Nordhemisphäre) ausgetragen. Im Juli 2009 war Japan vom Weltverband World Rugby zum Ausrichter des Turnieres bestimmt worden. Weitere Bewerber waren England, Italien und Südafrika, wobei England den Zuschlag für 2015 erhielt.
Das Turnierformat von 2003, 2007, 2011 und 2015 blieb unverändert und 20 Rugby-Union-Nationalmannschaften nahmen an der Rugby-Union-Weltmeisterschaft 2019 teil: die zwölf direkt qualifizierten Mannschaften der Weltmeisterschaft 2015 (Argentinien, Australien, England, Frankreich, Georgien, Irland, Italien, Japan, Neuseeland, Schottland, Südafrika und Wales), zusammen mit den acht besten Mannschaften der Qualifikation (Fidschi, Kanada, Namibia, Russland, Samoa, Tonga, Uruguay und die Vereinigten Staaten). Während der Rugby-Union-Weltmeisterschaft 2019 wurden 48 Spiele absolviert, darunter 40 in der Vorrunde und acht in der Finalrunde, einschließlich des Finales. Die Mannschaften wurden in vier Gruppen zu je fünf Teams eingeteilt, wobei jedes einmal gegen die anderen der Gruppe antrat. Die beiden besten Mannschaften jeder Gruppe erreichten hiernach das Viertelfinale, während sich die besten drei Mannschaften jeder Gruppe – insgesamt zwölf Mannschaften – direkt für die darauf folgende Weltmeisterschaft 2023 in Frankreich qualifizierten.
Vor Beginn der Weltmeisterschaft galten Neuseeland, Südafrika und England als Favoriten auf den Titelgewinn. Im Finale, das im International Stadium in Yokohama ausgetragen wurde, setzte sich Südafrika mit 32:12 gegen England durch und sicherte sich zum dritten Mal nach 1995 und 2007 den Weltmeistertitel. Damit egalisierte Südafrika Neuseelands Rekord von drei Titeln und wurde gleichzeitig die erfolgreichste Mannschaft in der Turniergeschichte, da Südafrika nicht an den ersten beiden Turnieren teilnahm. Der Titelverteidiger Neuseeland wurde Dritter und Wales Vierter. Wie bei der Weltmeisterschaft 2015 gab es keinen Debütanten.
Der Sieg des Gastgebers Japan gegen Irland – einer der Favoriten vor dem Turnier – gilt als eine der größten Überraschungen der Rugbygeschichte, wie schon der Sieg Japans gegen Südafrika bei der WM 2015. Wenige Tage zuvor sorgte Uruguay für den ersten Überraschungssieg gegen Fidschi mit 30:27. Eine weitere Überraschung war das enttäuschende Ausscheiden Argentiniens in der Vorrunde. Der Gastgeber Japan dagegen übertraf seinen Erfolg von 2015 und gewann alle vier Vorrundenspiele gegen Russland, Irland, Samoa und Schottland. Demzufolge erreichte Japan als erstes asiatisches Team die Finalrunde, unterlag jedoch im Viertelfinale dem späteren Weltmeister Südafrika. Erstmals in der Turniergeschichte mussten Spiele – Neuseeland gegen Italien, England gegen Frankreich sowie Kanada gegen Namibia – aufgrund der Verwüstungen des Taifuns Hagibis abgesagt werden und wurden als Unentschieden gewertet.
Mit etwa 857,28 Millionen Fernsehzuschauern weltweit war die Rugby-Union-Weltmeisterschaft 2019 damals eine der meistgesehenen Rugbyweltmeisterschaften. Nach der Fußball-Weltmeisterschaft und den Olympischen Sommerspielen lockte sie erneut die meisten Zuschauer in die Stadien und vor die Fernsehgeräte. Insgesamt wurden etwa 1,7 Millionen Eintrittskarten für die 45 Spiele verkauft, was einem Zuschauerschnitt von 35.427 pro Spiel entspricht.

## Vergabe

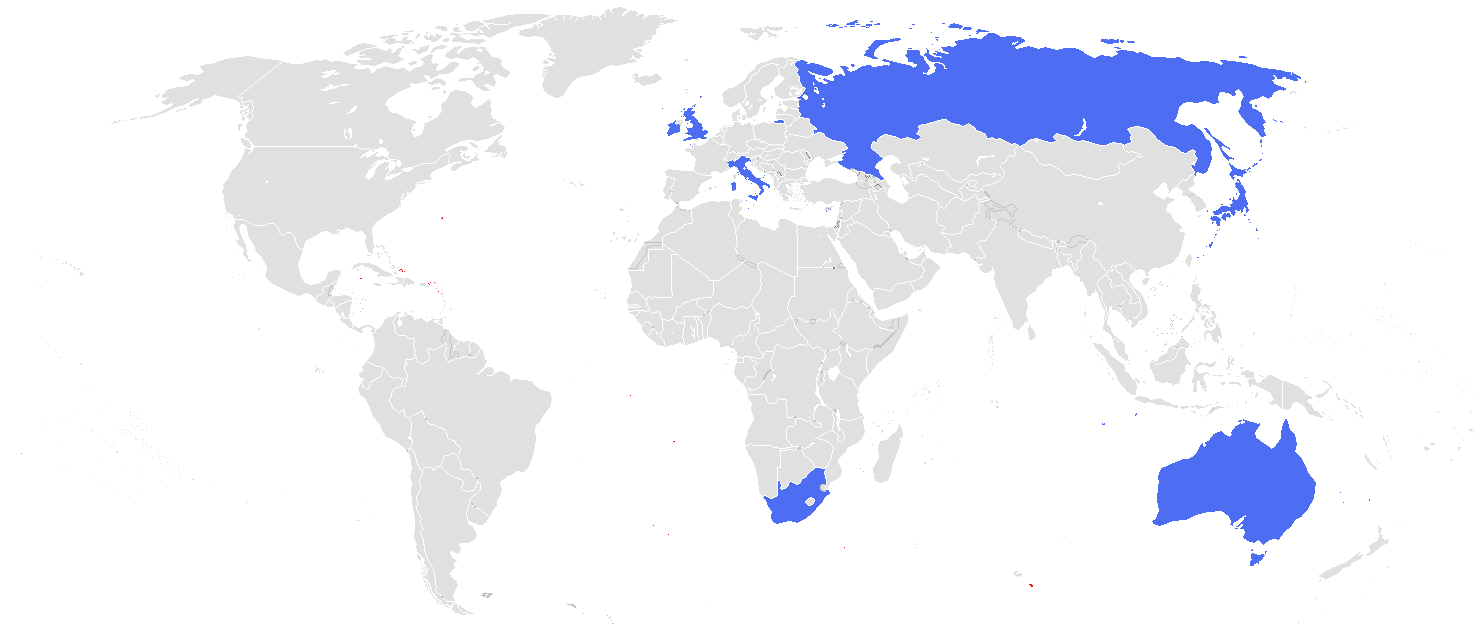
Bewerbungen für die Ausrichtung der Weltmeisterschaft 2019

Der Weltverband World Rugby (bis 2014 unter dem Namen International Rugby Board auftretend) wünschte, dass alle interessierten Verbände bis zum 15. August 2008 ihre Absicht für die Ausrichtung der Weltmeisterschaften 2015 und 2019 bekanntgeben. Erforderlich war zu diesem Zeitpunkt lediglich eine Absichtserklärung ohne detaillierte Planungen. Zehn Verbände, so viele wie nie zuvor, bekundeten formell ihr Interesse: Australien, England, Irland, Italien, Jamaika, Japan, Russland, Schottland, Südafrika und Wales. Von diesen zehn Verbänden zogen sechs in der ersten Hälfte des Jahres 2009 ihre Kandidatur zurück. Übrig blieben England, Italien, Japan und Südafrika, wobei England und Japan als Favoriten galten.
Am 28. Juli 2009 erteilte der Weltverband der englischen Kandidatur den Zuschlag für 2015, während Japan die WM 2019 zugesprochen erhielt. Japan hatte sich zuvor für die Weltmeisterschaft 2011 beworben, dieses Turnier wurde jedoch nach Neuseeland vergeben. Der Weltverband war damals der Ansicht, dass Japan keine vollen Stadien garantieren könne.
Sowohl Hongkong als auch Singapur boten an, während des Turnieres Spiele auszutragen und beide Stadtstaaten waren Teil der erfolgreichen japanischen Bewerbung, gehörten jedoch nicht mehr zu der von den Organisatoren ausgearbeiteten Liste der 14 Austragungsorte, die am 5. November 2014 offiziell vorgestellt wurde. Damit war es nach der Weltmeisterschaft 1991 in Südafrika, der Weltmeisterschaft 2003 in Australien und der Weltmeisterschaft 2011 in Neuseeland das vierte Turnier, das von einem Gastgeber ausgetragen wurde.

## Qualifikation

Grafik zur Qualifikation für die Rugby-Union-Weltmeisterschaft 2019

Neben Gastgeber Japan, das sich auch sportlich durch den dritten Platz in der Vorrundengruppe der Weltmeisterschaft 2015 qualifizierte, waren vorab die acht Viertelfinalisten der letzten WM-Endrunde sowie die weiteren drei Drittplatzierten der Vorrundengruppen für das Turnier qualifiziert. So waren noch acht Plätze für das insgesamt zwanzig Nationen umfassende Turnier in der Qualifikation zu vergeben. Die Qualifikation bestand aus fünf kontinentalen Gruppen: Afrika, Amerika, Asien, Europa und Ozeanien. Jeweils zwei Plätze waren für die Kontinentalverbände Amerikas und Ozeaniens und jeweils einer für Afrika und Europa reserviert. Die letzten zwei Startplätze wurden in einer interkontinentalen Qualifikationsrunde (Play-off Europa-Ozeanien) sowie einer Repechage ausgespielt. Zusammen mit den automatischen Qualifikanten nahmen 93 Nationalmannschaften an der Qualifikation zur Endrunde in Japan teil.
Die automatisch qualifizierten Mannschaften waren Japan als Gastgeber und Gruppendritter 2015, Neuseeland als Titelverteidiger, Australien als Zweit- und Südafrika als Drittplatzierter 2015, Argentinien als Halbfinalist, die Viertelfinalisten Irland, Frankreich, Schottland und Wales, sowie die Gruppendritten Italien, Georgien und England. Im Juli 2017 qualifizierten sich die Vereinigten Staaten mit zwei Siegen gegen Uruguay mit einem Gesamtergebnis von 80:44. Zwei Wochen später qualifizierten sich Fidschi und Tonga als Vertreter Ozeaniens. Im darauf folgenden Februar qualifizierte sich Uruguay nach zwei Erfolgen gegen Kanada. Im Juli 2018 qualifizierte sich Samoa durch einen Sieg im interkontinentalen Play-off gegen Deutschland für das Turnier. Einen Monat später gewann Namibia die Afrikameisterschaft und qualifizierte sich für sein sechstes aufeinanderfolgendes Turnier. Kanada gewann die Repechage und qualifizierte sich als letzte Mannschaft für das Turnier.
Zunächst schien es so, als hätte sich Rumänien für das Turnier qualifiziert, nachdem jedoch die Nationalmannschaften Belgiens, Rumäniens und Spanien in der Qualifikation unberechtigte Spieler eingesetzt hatten, wurden diesen Teams für die entsprechenden Spiele Punkte abgezogen. Dementsprechend qualifizierte sich Russland für die Endrunde, während Deutschland, trotz teilweise deutlicher Niederlagen, die nächste Runde erreichte. Deutschland, das die Repechage auf dem zweiten Platz abschloss, verpasste das Turnier nach einer Niederlage im letzten Spiel gegen Kanada nur knapp. Die teilnehmenden Nationen waren fast die gleichen wie bei der WM vor vier Jahren. Anstelle von Rumänien hatte sich diesmal Russland qualifiziert. Außerdem war es das erste Turnier, das die Rumänen verpassten.

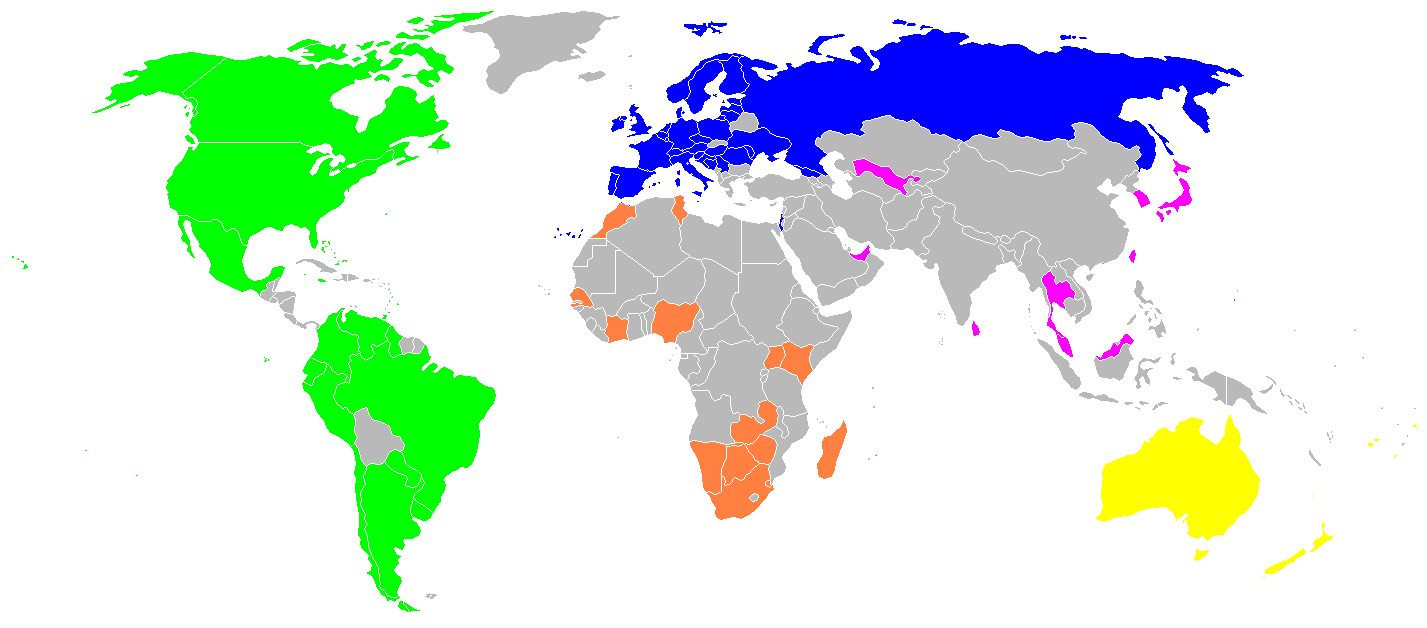
An der Qualifikation beteiligte Länder nach Kontinentalverbänden; insgesamt 93 Teams nahmen teil.
Afrika
Amerika
Asien
Europa/Nordasien
Ozeanien

Teilnehmende Länder der Rugby-Union-Weltmeisterschaft 2019:
Gastgeber
Qualifiziert als Top Zwölf 2015
Qualifikation
In der Qualifikation gescheitert
Keine Teilnahme

| Land               | Qualifikationsgrundlage | WM-Teilnahme | Letztmalige WM-Teilnahme | Bestes Ergebnis                                           | Gruppe |
| ------------------ | ----------------------- | ------------ | ------------------------ | --------------------------------------------------------- | ------ |
| Japan              | Gastgeber               | Neunte       | 2015                     | Vorrunde (1987, 1991, 1995, 1999, 2003, 2007, 2011, 2015) | A      |
| Argentinien        | Automatisch             | Neunte       | 2015                     | Dritter (2007)                                            | C      |
| Australien         | Automatisch             | Neunte       | 2015                     | Weltmeister (1991, 1999)                                  | D      |
| England            | Automatisch             | Neunte       | 2015                     | Weltmeister (2003)                                        | C      |
| Frankreich         | Automatisch             | Neunte       | 2015                     | Finalist (1987, 1999, 2011)                               | C      |
| Georgien           | Automatisch             | Fünfte       | 2015                     | Vorrunde (2003, 2007, 2011, 2015)                         | D      |
| Irland             | Automatisch             | Neunte       | 2015                     | Viertelfinale (1987, 1991, 1995, 2003, 2011, 2015)        | A      |
| Italien            | Automatisch             | Neunte       | 2015                     | Vorrunde (1987, 1991, 1995, 1999, 2003, 2007, 2011, 2015) | B      |
| Neuseeland         | Automatisch             | Neunte       | 2015                     | Weltmeister (1987, 2011, 2015)                            | B      |
| Schottland         | Automatisch             | Neunte       | 2015                     | Vierter (1991)                                            | A      |
| Südafrika          | Automatisch             | Siebente     | 2015                     | Weltmeister (1995, 2007)                                  | B      |
| Wales              | Automatisch             | Neunte       | 2015                     | Dritter (1987)                                            | D      |
| Fidschi            | Ozeanien 1              | Achte        | 2015                     | Viertelfinale (1987, 2007)                                | D      |
| Kanada             | Repechage-Gewinner      | Neunte       | 2015                     | Viertelfinale (1991)                                      | B      |
| Namibia            | Afrika 1                | Sechste      | 2015                     | Vorrunde (1999, 2003, 2007, 2011, 2015)                   | B      |
| Russland           | Europa 1                | Zweite       | 2011                     | Vorrunde (2011)                                           | A      |
| Samoa              | Play-off-Gewinner       | Achte        | 2015                     | Viertelfinale (1991, 1995)                                | A      |
| Tonga              | Ozeanien 2              | Achte        | 2015                     | Vorrunde (1987, 1995, 1999, 2003, 2007, 2011, 2015)       | C      |
| Uruguay            | Amerika 2               | Vierte       | 2015                     | Vorrunde (1999, 2003, 2015)                               | D      |
| Vereinigte Staaten | Amerika 1               | Achte        | 2015                     | Vorrunde (1987, 1991, 1999, 2003, 2007, 2011, 2015)       | C      |

## Austragungsorte
Die im Jahr 2009 nach der Vergabe der Weltmeisterschaft präsentierte provisorische Liste von Austragungsorten enthielt 22 Stadien. Anfänglich gab es Überlegungen, einzelne Spiele in Hongkong (Hong Kong Stadium) und Singapur (Nationalstadion Singapur) auszutragen. Die am 2. März präsentierte offizielle Liste der Austragungsorte enthielt noch zwölf Stadien. Unter anderem war das International Stadium Yokohama aufgenommen worden, das in der ersten Liste noch gefehlt hatte. Hongkong und Singapur waren gestrichen worden, womit nun sämtliche Spiele in Japan stattfanden.
Kernstück der Bewerbung war der von Zaha Hadid im Hinblick auf die Olympischen Sommerspiele 2020 geplante Neubau des Olympiastadions in Tokio. Mit einer angestrebten Kapazität von 80.000 Zuschauern wäre es das größte Stadion gewesen, ebenso der Austragungsort des WM-Finales und weiterer wichtiger Partien. Aufgrund massiver Kostenüberschreitungen kündigte Premierminister Shinzō Abe am 17. Juli 2015 an, dass das Projekt gestrichen wurde und eine neue Ausschreibung durchgeführt wird. Durch diese Verzögerung stand das neue Olympiastadion nicht rechtzeitig für die Rugby-WM zur Verfügung. In einer Erklärung ließ World Rugby daraufhin verlauten, man sei sehr enttäuscht über diese Entscheidung, zumal das Organisationskomitee und der japanische Sportrat wiederholt Zusicherungen gemacht hätten, dass das Projekt rechtzeitig beendet sein würde.
World Rugby gab den Organisatoren Zeit bis Ende September, um einen Alternativplan auszuarbeiten. Angesichts verschiedener Medienberichte, die über eine mögliche Neuvergabe der Weltmeisterschaft an Italien oder Südafrika spekulierten, betonte Verbandspräsident Bernard Lapasset, dass Japan auf alle Fälle Ausrichter bleiben werde und dass es keinen „Plan B“ gäbe. Am 28. September 2015 gab World Rugby bekannt, man habe sich mit den Organisatoren auf ein neues Stadienkonzept geeinigt. Wichtigste Spielstätte war nun das International Stadium, während im Tokioter Vorort Chōfu das Tokyo Stadium genutzt wurde. Das International Stadium Yokohama wurde bereits während der Fußball-Weltmeisterschaft 2002 verwendet und war Austragungsort des Finales.
| Chōfu |

| Yokohama |

| Fukuroi |

| Higashiōsaka |

| Fukuoka |

| Toyota |

| Sapporo |

| Ōita |

| Kumamoto |

| Kōbe |

| Kumagaya |

| Kamaishi |

| Chōfu |

| Yokohama |

| Fukuroi |

| Higashiōsaka |

| Fukuoka |

| Toyota |

| Sapporo |

| Ōita |

| Kumamoto |

| Kōbe |

| Kumagaya |

| Kamaishi |

## Format

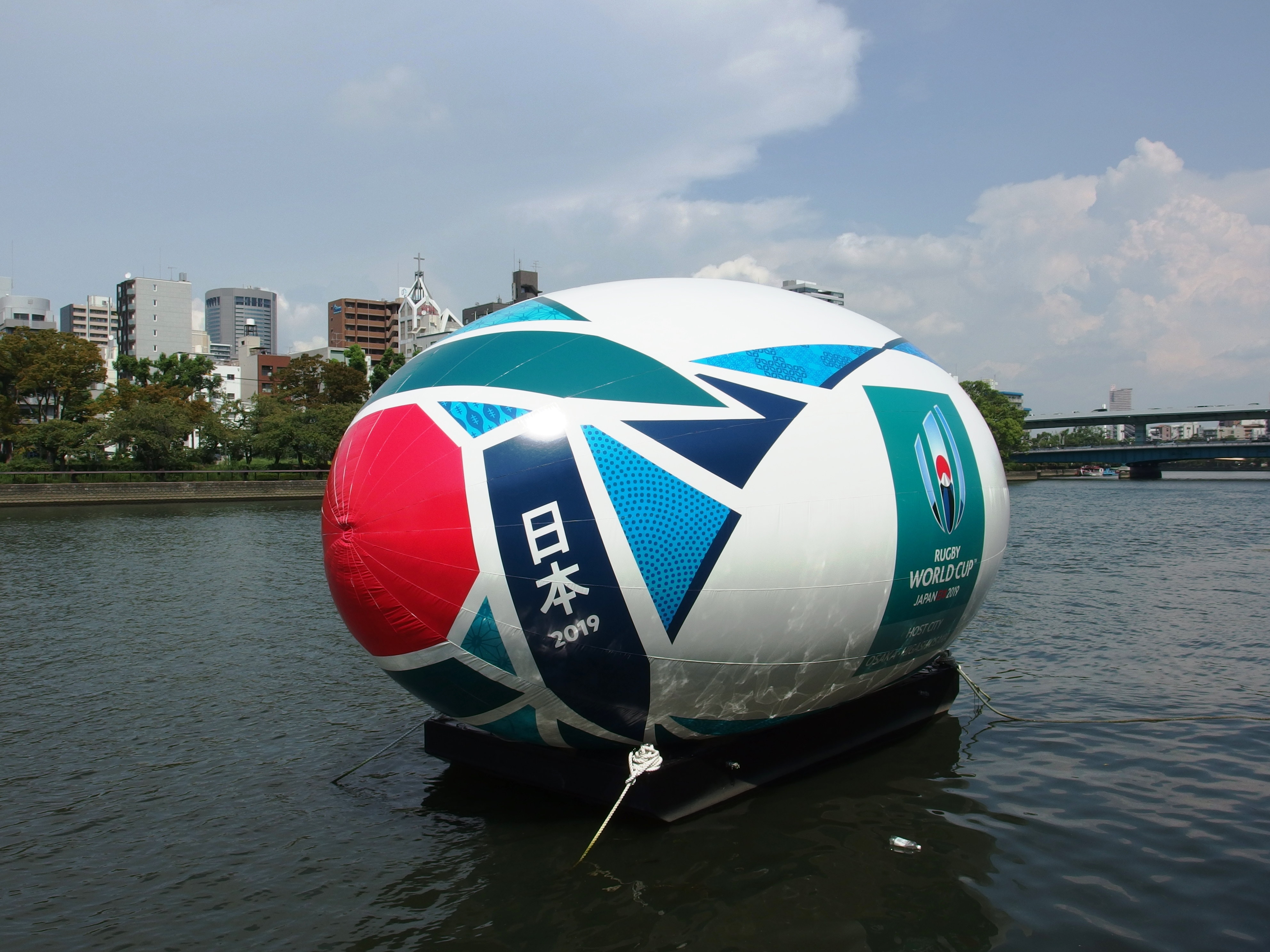
Schwimmender Rugbyball – Sirius, der offizielle Spielball der WM 2019 – im Hafen von Osaka

Die Rugby-Union-Weltmeisterschaft 2019 wurde über 44 Tage zwischen 20 verschiedenen Mannschaften über 48 Spiele ausgetragen. Sie begann am 20. September 2019 im Ajinomoto Stadium in Chōfu nahe Tokio mit dem Eröffnungsspiel zwischen dem Gastgeber Japan und Russland. Das Turnier endete am 2. November im International Stadium Yokohama mit dem Finale zwischen England und Südafrika, wobei die Springboks den Webb Ellis Cup gewannen.

### Spielplan
Die nachfolgende Tabelle zeigt das tägliche Programm der Rugby-Union-Weltmeisterschaft 2019. Dabei steht ein rotes Kästchen für die Eröffnungs- und Schlusszeremonie, ein violettes Kästchen für Vorrundenspiele, ein grünes Kästchen für Finalrundenspiele, ein blaues Kästchen für das Spiel um Platz 3 und ein gelbes Kästchen für das Finale.
| Gruppenphase September/Oktober | Fr. 20. | Sa. 21. | So. 22. | Mo. 23. | Di. 24. | Mi. 25. | Do. 26. | Fr. 27. | Sa. 28. | So. 29. | Mo. 30. | Di. 1.  | Mi. 2.  | Do. 3.  | Fr. 4.  | Sa. 5.  | So. 6.  | Mo. 7.  | Di. 8. | Mi. 9. | Do. 10. | Fr. 11. | Sa. 12. | So. 13. |
| ------------------------------ | ------- | ------- | ------- | ------- | ------- | ------- | ------- | ------- | ------- | ------- | ------- | ------- | ------- | ------- | ------- | ------- | ------- | ------- | ------ | ------ | ------- | ------- | ------- | ------- |
| Zeremonien                     |         |         |         |         |         |         |         |         |         |         |         |         |         |         |         |         |         |         |        |        |         |         |         |         |
| Gruppe A                       | 1       |         | 1       |         | 1       |         |         |         | 1       |         | 1       |         |         | 1       |         | 1       |         |         |        | 1      |         |         | 1       | 1       |
| Gruppe B                       |         | 1       | 1       |         |         |         | 1       |         | 1       |         |         |         | 1       |         | 1       |         | 1       |         | 1      |        |         |         | 1       | 1       |
| Gruppe C                       |         | 1       | 1       |         |         |         | 1       |         | 1       |         |         |         | 1       |         |         | 1       | 1       |         |        | 1      |         |         | 1       | 1       |
| Gruppe D                       |         | 1       |         | 1       |         | 1       |         |         |         | 2       |         |         |         | 1       |         | 1       |         |         |        | 1      |         | 1       |         | 1       |
| Finalrunde Oktober/November    | Mo. 14. | Di. 15. | Mi. 16. | Do. 17. | Fr. 18. | Sa. 19. | So. 20. | Mo. 21. | Di. 22. | Mi. 23. | Do. 24. | Fr. 25. | Sa. 26. | So. 27. | Mo. 28. | Di. 29. | Mi. 30. | Do. 31. | Fr. 1. | Sa. 2. |         |         |         |         |
| Zeremonien                     |         |         |         |         |         |         |         |         |         |         |         |         |         |         |         |         |         |         |        |        |         |         |         |         |
| Finalrunde                     |         |         |         |         |         | 2       | 2       |         |         |         |         |         | 1       | 1       |         |         |         |         | 1      | 1      |         |         |         |         |

| Farblegende                  |
| Eröffnungs- und Schlussfeier |
| Gruppenspiele                |
| Finalrunde                   |
| Spiel um Platz 3             |
| Finale                       |

### Auslosung

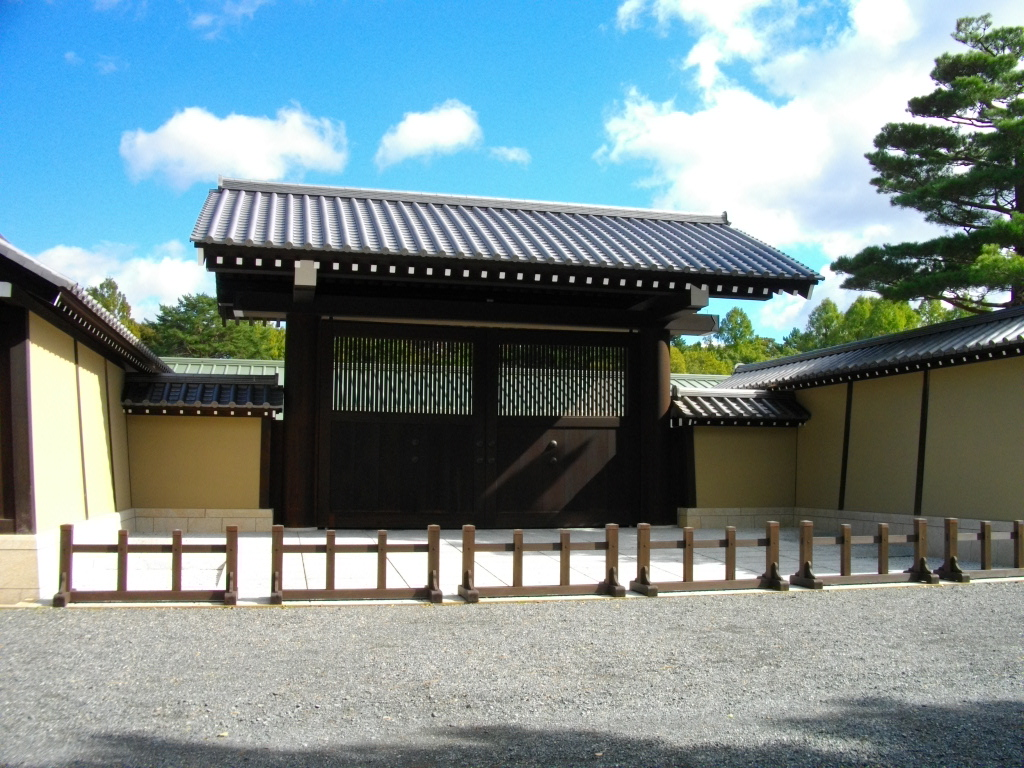
Die Auslosung für die Weltmeisterschaft 2015 erfolgte am 10. Mai 2017 im Kyoto State Guest House

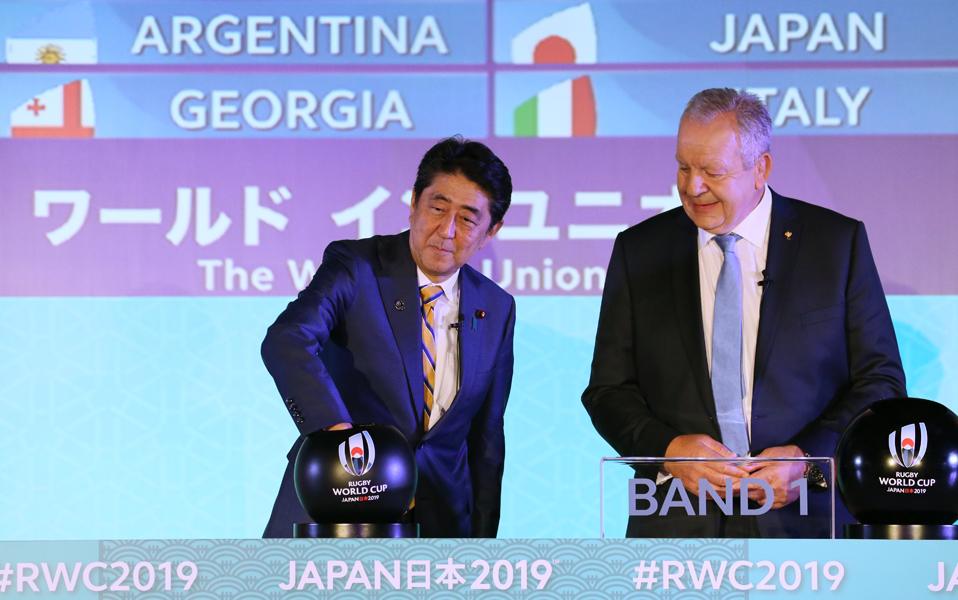
Der damalige Premierminister Japans Shinzō Abe und der Präsident von World Rugby Bill Beaumont bei der Auslosung

Die Vorrunde, bzw. Gruppenphase, umfasste 20 Nationalmannschaften, die in vier Gruppen zu je fünf Teams eingeteilt wurden mit demselben Turnierformat wie 2003, 2007, 2011 und 2015. Am 10. Mai 2017, noch während der Qualifikationsphase, wurden in Kyōtos State Guest House die Gruppen der Weltmeisterschaft ausgelost. Dabei wurden die Teilnehmer auf fünf Töpfe verteilt. Ausschlaggebend für die ersten drei Töpfe mit den bereits qualifizierten Mannschaften war zum Zeitpunkt die Platzierung in der World-Rugby-Weltrangliste nach Abschluss der End-of-year Internationals. Die Auslosung wurde vom traditionellen Datum nach den ersten End-of-year Internationals im November nach der vorhergehenden Weltmeisterschaft verschoben, sodass die Teams mehr Zeit hatten, um ihre Weltranglistenpositionen zu verbessern.
Das Lossystem der vorhergehenden Weltmeisterschaften, bei dem die zwölf automatischen Qualifikanten der WM 2015 am Lostag ihren jeweiligen Töpfen zugelost wurden, wurde beibehalten:
- Topf 1: Die vier besten gesetzten Teams
- Topf 2: Die vier zweitbesten gesetzten Teams
- Topf 3: Die vier hintersten automatischen Qualifikanten

Die zwei anderen Töpfe beinhalteten die acht qualifizierenden Mannschaften, wobei sich deren Zuordnung aus der vorhergehenden Weltmeisterschaft ergab:
- Topf 4: Ozeanien 1, Amerika 1, Europa 1, Afrika 1
- Topf 5: Ozeanien 2, Amerika 2, Play-off-Gewinner, Repechage-Gewinner

Für die Auslosung am 10. Mai 2017 ergaben sich die folgenden Töpfe (in Klammern der jeweilige World Rugby-Rang vor der Auslosung):
| Topf 1                                                       | Topf 2                                                        | Topf 3                                                        | Topf 4                                                                                                 | Topf 5                                                                                                   |
| ------------------------------------------------------------ | ------------------------------------------------------------- | ------------------------------------------------------------- | --- | --- |
| - Neuseeland (1) - England (2) - Australien (3) - Irland (4) | - Schottland (5) - Frankreich (6) - Südafrika (7) - Wales (8) | - Argentinien (9) - Japan (10) - Georgien (11) - Italien (12) | - Ozeanien 1 ( Fidschi) - Amerika 1 ( Vereinigte Staaten) - Europa 1 ( Russland) - Afrika 1 ( Namibia) | - Ozeanien 2 ( Tonga) - Amerika 2 ( Uruguay) - Play-off-Gewinner ( Samoa) - Repechage-Gewinner ( Kanada) |

Nach der Auslosung am 10. Mai 2017 ergaben sich die folgenden Gruppen:
| Gruppe A                               | Gruppe B                                    | Gruppe C                                                | Gruppe D                                  |
| -------------------------------------- | ------------------------------------------- | ------------------------------------------------------- | ----------------------------------------- |
| Irland Schottland Japan Russland Samoa | Neuseeland Südafrika Italien Namibia Kanada | England Frankreich Argentinien Vereinigte Staaten Tonga | Australien Wales Georgien Fidschi Uruguay |

### Vorrunde

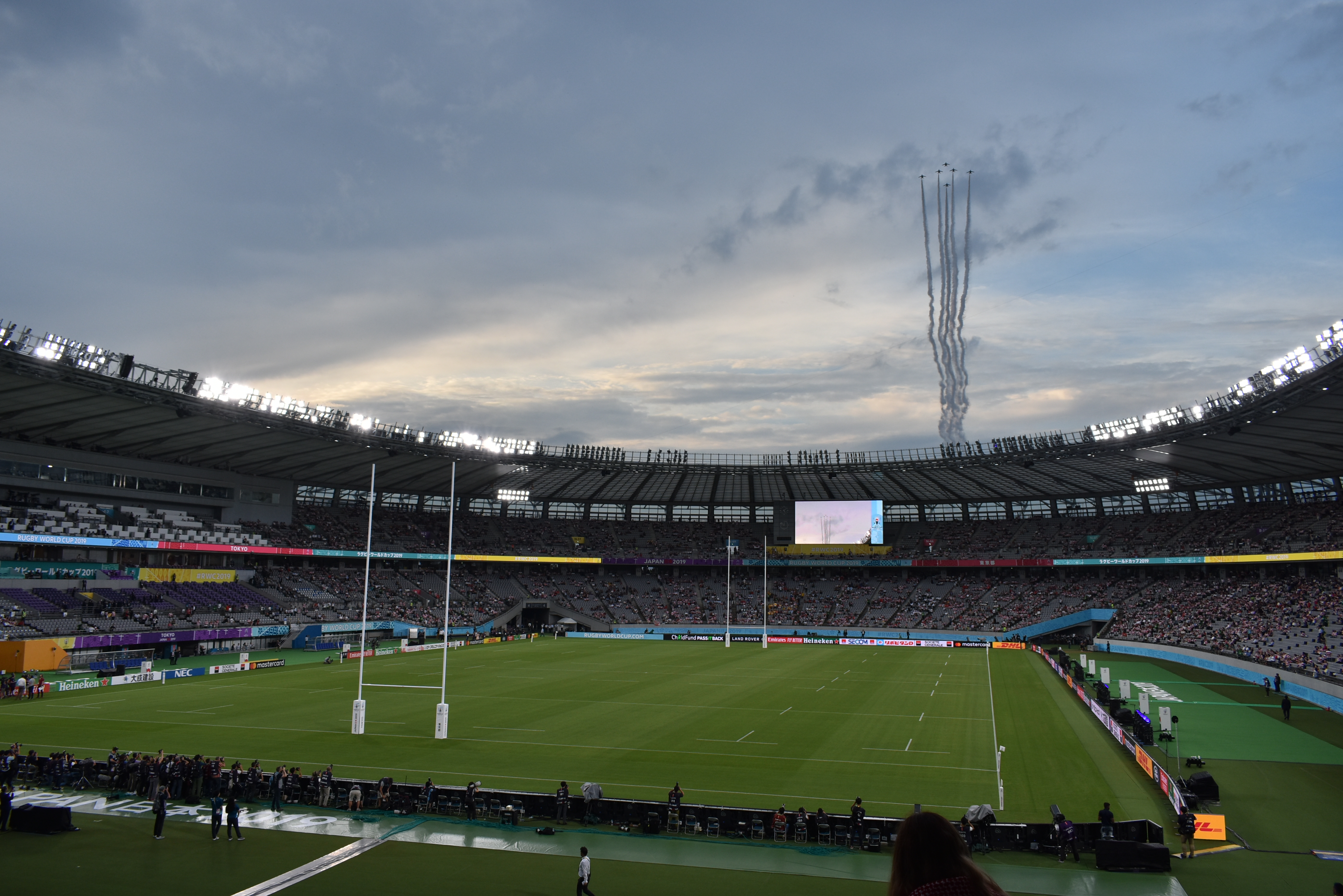
Formationsflug der Blue Impulse der japanischen Luftselbstverteidigungsstreitkräfte während der Eröffnungszeremonie

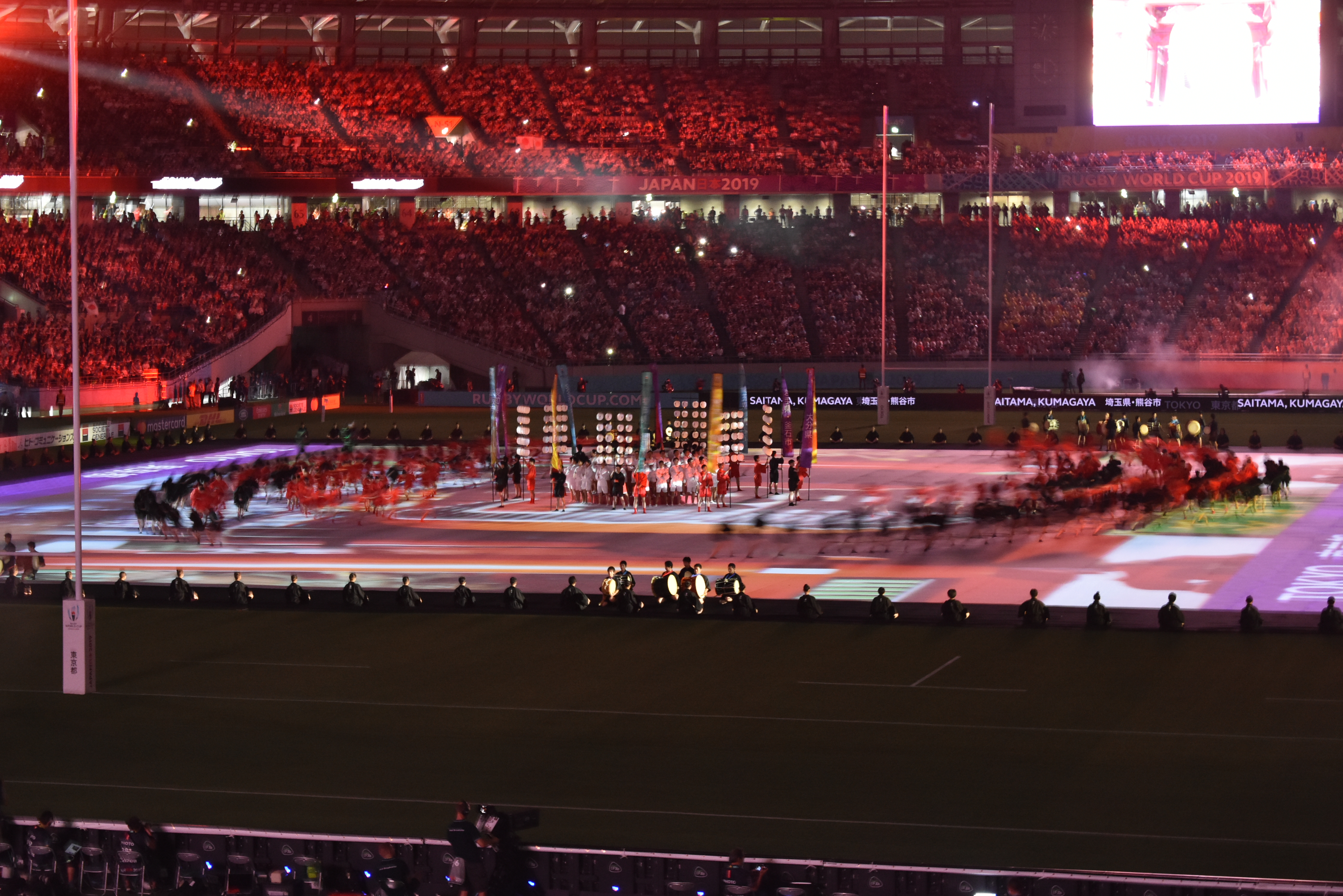
Szene während der Eröffnungszeremonie

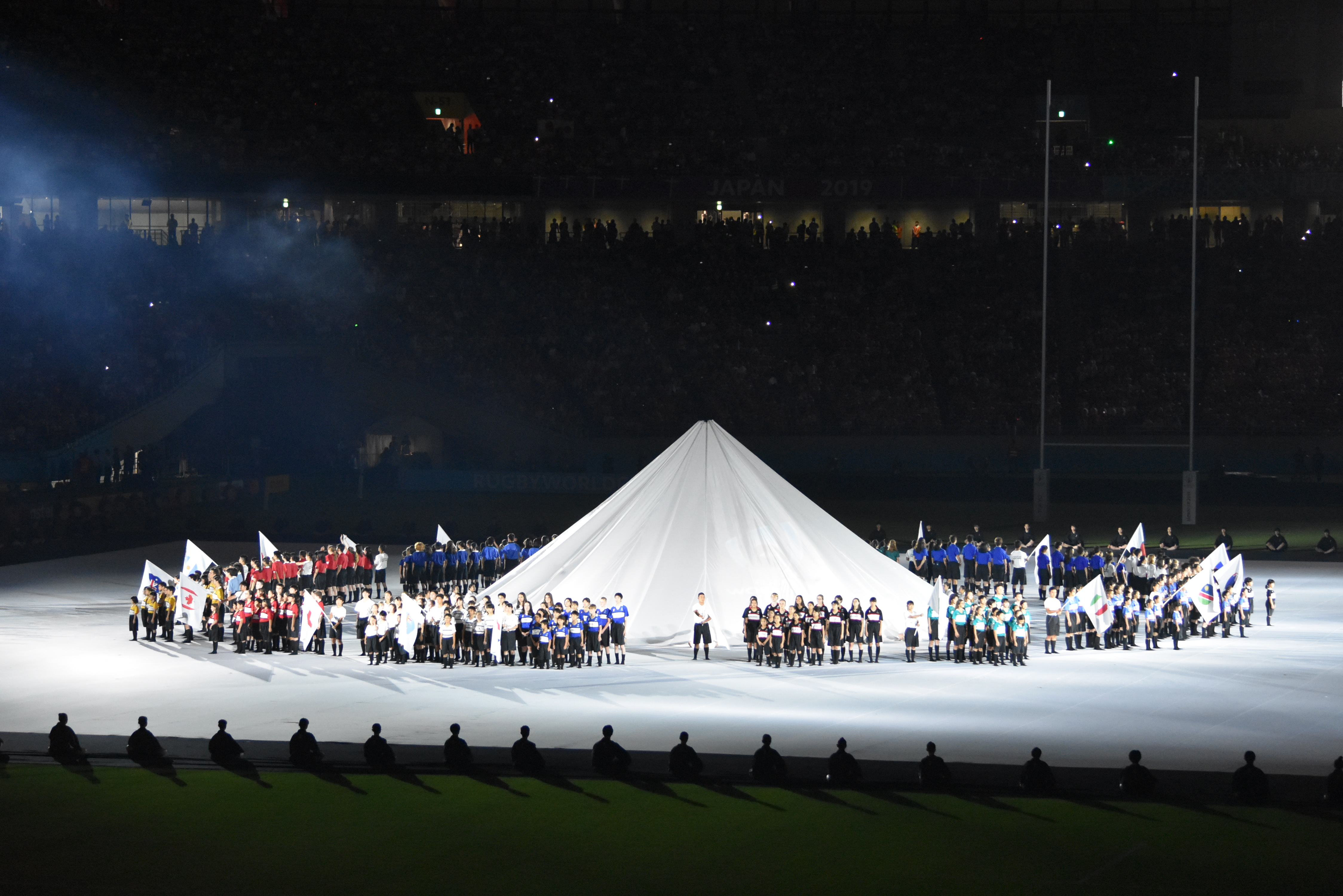
Szene mit dem Berg Fuji (Vulkan) bei der Eröffnungszeremonie

Wie bei den Weltmeisterschaften 2003, 2007, 2011 und 2015 wurden die 20 für die WM 2019 qualifizierten Mannschaften in vier Vorrundengruppen eingeteilt. Die Gruppen waren eingeteilt von Gruppe A bis Gruppe D zu je fünf Teilnehmern. Jede Gruppe hatte zwei automatische Qualifikanten der WM 2015, während sich die übrigen drei Plätze aus der Qualifikation ergaben. Jede Mannschaft bestritt ein Spiel gegen jede andere Mannschaft in derselben Gruppe, demzufolge absolvierte jedes Team vier Spiele in der Vorrunde. Die Mannschaften auf den Plätzen 1 und 2 qualifizierten sich für das Viertelfinale. Die drittplatzierten Mannschaften sicherten sich die Teilnahmeberechtigung für die WM 2023.
Die Punkteverteilung in der Vorrunde erfolgte nach folgendem System:
- 4 Punkte bei einem Sieg
- 2 Punkte bei einem Unentschieden
- 0 Punkte bei einer Niederlage (vor möglichen Bonuspunkten)
- 1 Bonuspunkt für vier oder mehr Versuche, unabhängig vom Endstand
- 1 Bonuspunkt bei einer Niederlage mit sieben oder weniger Spielpunkten Unterschied[35]

Bei Punktgleichheit von zwei oder mehr Mannschaften wurde die bessere Tabellenposition nacheinander nach folgenden Kriterien ermittelt:
1. Sieger der Direktbegegnung zwischen zwei punktgleichen Mannschaften
2. Bessere Differenz bei den Spielpunkten
3. Bessere Differenz bei den Versuchen
4. Höhere Anzahl der Spielpunkte
5. Höhere Anzahl der Versuche
6. Bessere Platzierung in der World-Rugby-Weltrangliste vom 14. Oktober 2019[35]

### Finalrunde
Ab dieser Phase nahm das Turnier ein K.-o.-System an bestehend aus acht Spielen: vier Viertelfinals, zwei Halbfinals, ein Spiel um Platz 3 und das Finale.
Die Gruppenersten und -zweiten erreichten jeweils die Finalrunde. Dabei trafen die Gruppenersten im Viertelfinale auf die Gruppenzweiten der anderen Gruppe, beispielsweise traf der Erste der Gruppe A auf den Zweiten der Gruppe B und der Erste der Gruppe B auf den Zweiten der Gruppe A. Teams aus derselben Gruppe konnten erst wieder im Spiel um Platz 3 oder dem Finale aufeinandertreffen.
Die Finalrunde begann mit den Viertelfinalspielen. Jedes Spiel musste zwingend mit einem Sieg enden. Stand es in einer Begegnung nach der regulären Spielzeit von 80 Minuten unentschieden, folgte eine Verlängerung von 2 × 10 Minuten. War noch immer kein Sieger ermittelt, gab es eine weitere Verlängerung von zehn Minuten Dauer mit Sudden Death. Wenn auch nach insgesamt 110 Minuten immer noch kein Sieger feststand, wäre der Sieger in einem Platztrittschießen zu den Torstangen bestimmt worden.

### Einfluss auf die WM-Qualifikation 2023
Wie bei der WM 2007, 2011 und 2015 qualifizierten sich die besten drei Mannschaften jeder Gruppe direkt für die darauf folgende Weltmeisterschaft 2023 in Frankreich. Diese waren Argentinien, Australien, England, Fidschi, Frankreich, Irland, Italien, Japan, Neuseeland, Schottland, Südafrika und Wales.

## Eintrittskarten und Sponsoring
Die Eintrittskarten für die Weltmeisterschaft 2019 wurden in acht Phasen im Jahr 2018 bis in den Januar 2019 verkauft, als in der letzten Phase die übrigen Karten verkauft wurden. Im Juli 2018 wurde bekanntgemacht, dass bereits 950.000 der 1,8 Millionen Karten verkauft worden sind. Insgesamt wurden 1,83 Millionen Eintrittskarten verkauft, womit es das größte Einzelsportturnier in Japan war; die Stadionausnutzung von 99 % während der 45 Spiele war die höchste in der Turniergeschichte.
Die offiziellen Worldwide Partners des Turniers waren Emirates, Heineken, Land Rover, Mastercard, Société Générale und DHL, und die offiziellen Sponsoren waren Canon, Toto, Secom, Lipod, Mitsubishi, NEC, Hito und Taisei. Gilbert entwarf den offiziellen Turnierball (Gilbert Sirius), der in den Spielen der Weltmeisterschaft genutzt wurde. Damit setzte sich die Tradition der Gilbert-WM-Bälle mit Barbarian (1995), Revolution (1999), Xact (2003), Synergie (2007), Virtuo (2011) und Match XV (2015) weiter fort. Zusammen mit Gilbert waren die offiziellen Ausrüster Tudor, Toppan, Canterbury, NTT DOCOMO, EY, Suntory und Aggreko.

## Beteiligte

### Offizielle
Am 7. Mai 2019 gab der Weltverband die Namen der Offiziellen bekannt. Insgesamt wurden zwölf Schiedsrichter, sieben Assistenten und vier Video-Schiedsrichter bestimmt.
| Land                          | Name           |
| ----------------------------- | -------------- |
| Rugby Football Union          | Wayne Barnes   |
| Rugby Australia               | Nic Berry      |
| Fédération française de rugby | Jérôme Garcès  |
| Rugby Australia               | Angus Gardner  |
| Fédération française de rugby | Pascal Gaüzère |
| New Zealand Rugby             | Ben O’Keeffe   |
| Welsh Rugby Union             | Nigel Owens    |
| Rugby Football Union          | Luke Pearce    |
| South African Rugby Union     | Jaco Peyper    |
| Fédération française de rugby | Romain Poite   |
| Fédération française de rugby | Mathieu Raynal |
| New Zealand Rugby             | Paul Williams  |

| Land                          | Name              |
| ----------------------------- | ----------------- |
| Unión Argentina de Rugby      | Federico Anselmi  |
| Irish Rugby Football Union    | Andrew Brace      |
| Rugby Football Union          | Matthew Carley    |
| Rugby Football Union          | Karl Dickson      |
| Japan Rugby Football Union    | Shūhei Kubo       |
| New Zealand Rugby             | Brendon Pickerill |
| Fédération française de rugby | Alexandre Ruiz    |

| Land                      | Name          |
| ------------------------- | ------------- |
| Rugby Football Union      | Graham Hughes |
| South African Rugby Union | Marius Jonker |
| Rugby Football Union      | Rowan Kitt    |
| New Zealand Rugby         | Ben Skeen     |

### Mannschaften
Jedes Team konnte 31 Spieler für das Turnier nominieren. Die Mannschaftslisten mussten bis zum 8. September 2019 World Rugby vorgelegt werden. Nach der Vorlage des Kaders konnte ein verletzter Spieler ersetzt werden, dieser Spieler durfte sich jedoch nicht mehr der Mannschaft anschließen.

## Vorrunde

### Gruppe A

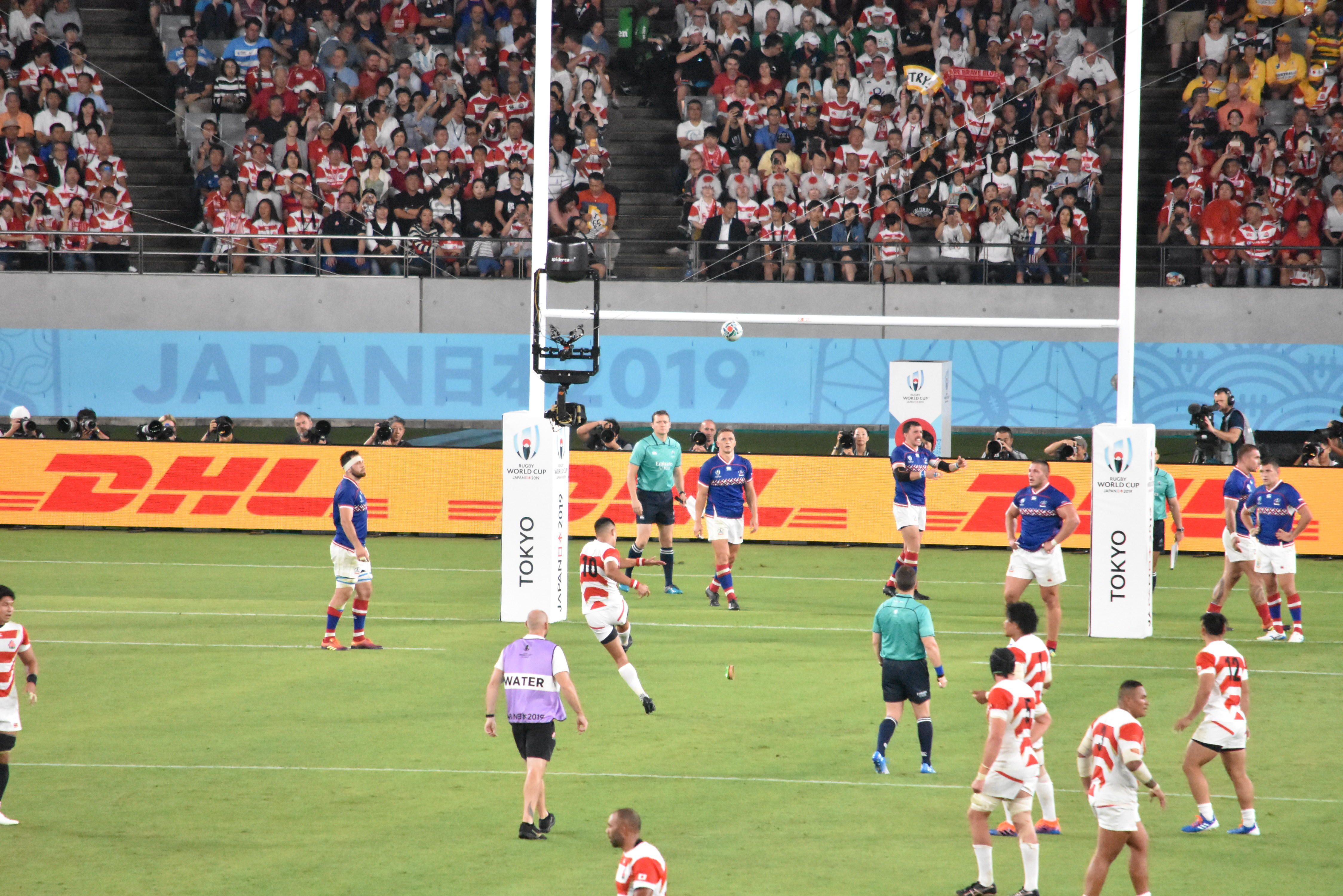
Japan gegen Russland

Obwohl Japan vier Jahre zuvor sensationell Südafrika geschlagen und seither weitere beachtliche Leistungen gezeigt hatte, war das Erreichen der beiden Qualifikationsplätze der Gruppe A keineswegs von vornherein sicher. Das Eröffnungsspiel gegen Russland gewann der Gastgeber deutlich, wobei Kōtarō Matsushima als erstem Japaner überhaupt ein Hattrick in einem WM-Spiel gelang. Im zweiten Spiel gegen Irland siegten die Japaner völlig unerwartet 19:12 und sorgten damit erneut für eine große Überraschung. Die Art, wie sie den Weltranglistenführenden phasenweise richtiggehend dominierten, verblüffte selbst Experten. Der dritte Sieg gegen Samoa war ungefährdet, worauf es zur entscheidenden vierten Partie gegen Schottland kam. Die Japaner hielten dem enormen Druck stand und gewannen 28:21, worauf sie sich ungeschlagen und als erstes asiatisches Team überhaupt für das Viertelfinale qualifizierten.
Irland startete als einer der meistgenannten Favoriten auf den Weltmeistertitel in das Turnier. Es dominierte Schottland im ersten Spiel fast nach Belieben und war dabei dem Gegner haushoch überlegen. Umso erstaunlicher war es, dass die Iren gegen die entfesselten Japaner kein Rezept fanden und nie in der Lage waren, ihre Taktik durchzuziehen. Daraufhin rehabilitierten sie sich gegen Russland und gestanden dem Gegner dabei keinen einzigen Punkt zu. Obwohl die Iren in ihrer vierten Partie nach einer roten Karte über 50 Minuten lang in Unterzahl spielen mussten, setzten sie sich auch gegen Samoa deutlich durch und sicherten sich die Viertelfinalqualifikation.
Nach der Startniederlage gegen Irland stand Schottland bereits früh unter Druck, konnte sich aber mit zwei überaus deutlichen Siegen gegen Samoa und Russland (jeweils ohne einen Punkt des Gegners zuzulassen) rehabilitieren und schuf sich wieder eine gute Ausgangslage. Angesichts einer möglichen Absage des vierten Spiels gegen Japan wegen des Taifuns Hagibis (siehe dort) drohte Mark Dodson, der CEO der Scottish Rugby Union, mit rechtlichen Schritten, sollte die Partie nicht stattfinden. Seine Äußerungen sorgten für Empörung und World Rugby kündigte ein Verfahren wegen Fehlverhaltens an, da er die Begegnung in Misskredit gebracht habe. Die Schotten unterlagen dem Gastgeber und verpassten zum zweiten Mal nach 2011 die Finalrunde. Das Team aus Samoa konnte nur in der ersten Partie gegen Russland sein gewohntes Angriffsspiel zeigen und blieb gegen die übrigen Mannschaften chancenlos. Russland beendete das Turnier wie erwartet am Tabellenende mit vier deutlichen Niederlagen.
|    | Land       | Spiele | Siege | Unent. | Ndlg. | Spiel- punkte | Diff. | Bonus- punkte | Punkte |
| -- | ---------- | ------ | ----- | ------ | ----- | ------------- | ----- | ------------- | ------ |
| 1. | Japan      | 4      | 4     | 0      | 0     | 115:62        | + 53  | 3             | 19     |
| 2. | Irland     | 4      | 3     | 0      | 1     | 121:27        | + 94  | 4             | 16     |
| 3. | Schottland | 4      | 2     | 0      | 2     | 119:55        | + 64  | 3             | 11     |
| 4. | Samoa      | 4      | 1     | 0      | 3     | 58:128        | − 70  | 1             | 5      |
| 5. | Russland   | 4      | 0     | 0      | 4     | 19:160        | − 141 | 0             | 0      |

| 20. September 2019 | Japan | 30 : 10 | Russland | Tokyo Stadium, Chōfu |
| 20. September 2019 |       |         |          | Tokyo Stadium, Chōfu |

| 22. September 2019 | Irland | 27 : 30 | Schottland | International Stadium, Yokohama |
| 22. September 2019 |        |         |            | International Stadium, Yokohama |

| 24. September 2019 | Russland | 09 : 34 | Samoa | Kumagaya-Rugbystadion, Kumagaya |
| 24. September 2019 |          |         |       | Kumagaya-Rugbystadion, Kumagaya |

| 28. September 2019 | Japan | 19 : 12 | Irland | Shizuoka Stadium Ecopa, Fukuroi |
| 28. September 2019 |       |         |        | Shizuoka Stadium Ecopa, Fukuroi |

| 30. September 2019 | Schottland | 34 : 00 | Samoa | Kobe Misaki Stadium, Kōbe |
| 30. September 2019 |            |         |       | Kobe Misaki Stadium, Kōbe |

| 3. Oktober 2019 | Irland | 35 : 00 | Russland | Kobe Misaki Stadium, Kōbe |
| 3. Oktober 2019 |        |         |          | Kobe Misaki Stadium, Kōbe |

| 5. Oktober 2019 | Japan | 38 : 19 | Samoa | City of Toyota Stadium, Toyota |
| 5. Oktober 2019 |       |         |       | City of Toyota Stadium, Toyota |

| 9. Oktober 2019 | Schottland | 61 : 00 | Russland | Shizuoka Stadium Ecopa, Fukuroi |
| 9. Oktober 2019 |            |         |          | Shizuoka Stadium Ecopa, Fukuroi |

| 12. Oktober 2019 | Irland | 47 : 50 | Samoa | Fukuoka Hakatanomori Stadium, Fukuoka |
| 12. Oktober 2019 |        |         |       | Fukuoka Hakatanomori Stadium, Fukuoka |

| 13. Oktober 2019 | Japan | 28 : 21 | Schottland | International Stadium, Yokohama |
| 13. Oktober 2019 |       |         |            | International Stadium, Yokohama |

### Gruppe B

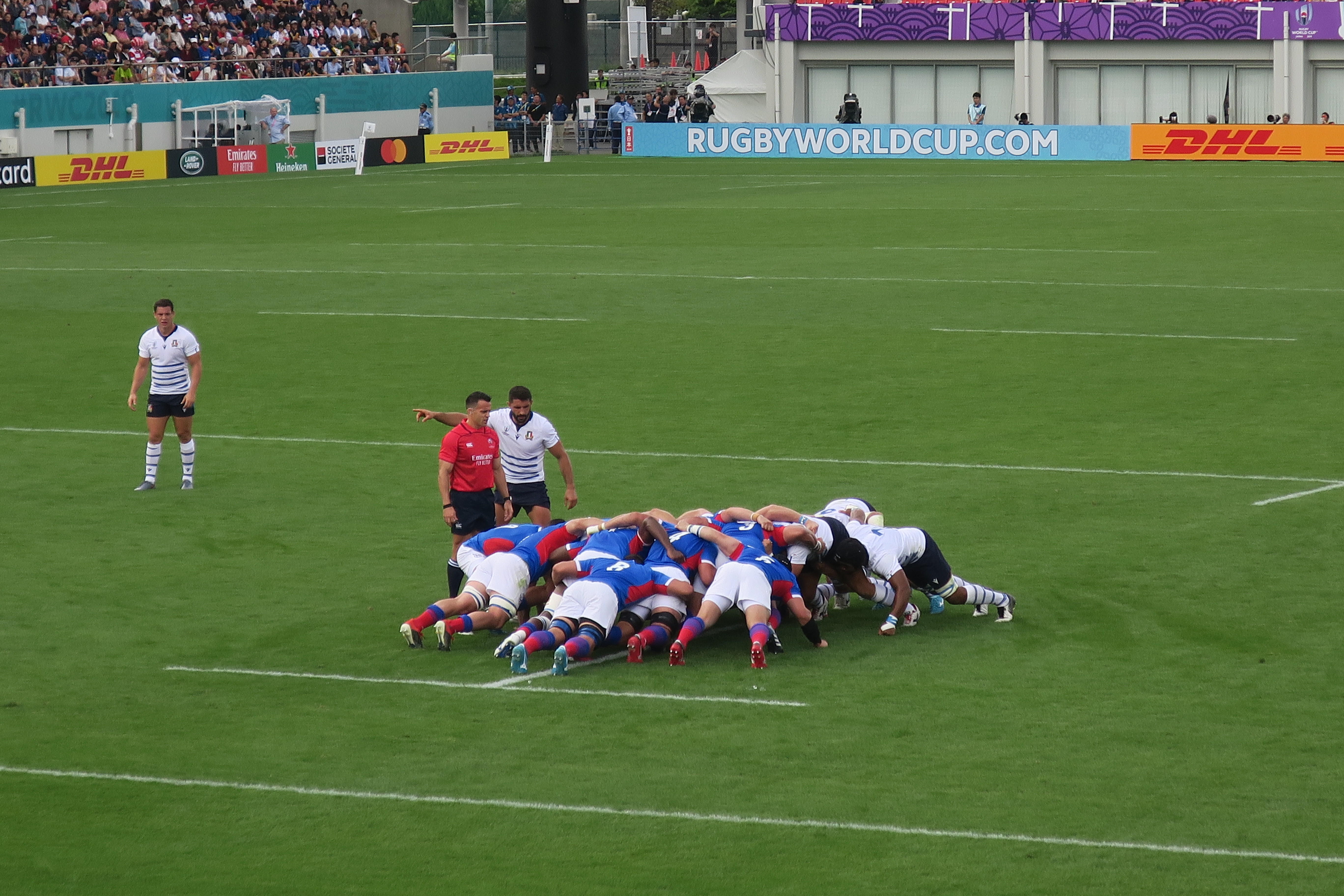
Italien gegen Namibia

Das erste Spiel in Gruppe B war das Aufeinandertreffen zwischen Titelverteidiger Neuseeland und Südafrika, die beide als mögliche Gruppensieger gehandelt worden waren. Die All Blacks entschieden die 2. Partie des Jahres gegen die Springboks (die einen Monat zuvor die Rugby Championship 2019 gewonnen hatten) in einer umkämpften, taktisch geprägten Partie für sich. Damit setzten sie ihre seit 1987 andauernde Ungeschlagenheit bei WM-Vorrundenspielen fort und etablierten sich sogleich als Favoriten für den Weltmeistertitel. Die beiden folgenden Partien gegen Kanada und Namibia gerieten wie erwartet zu einem regelrechten Schaulaufen mit neun bzw. elf Versuchen. Gegen Kanada standen mit Jordie, Beauden und Scott Barrett erstmals überhaupt drei Brüder gemeinsam für Neuseeland auf dem Spielfeld. Das vierte Spiel gegen Italien musste wegen des Taifuns Hagibis abgesagt werden.
Abgesehen vom ersten Spiel gegen Neuseeland bekundete auch Südafrika keinerlei Schwierigkeiten und es resultierten deutliche Siege gegen Namibia, Italien und Kanada. Gegen Kanada gelang Cobus Reinach der schnellste Hattrick der WM-Geschichte, mit drei Versuchen innerhalb von elf Minuten. Die Italiener gewannen ihre beiden ersten Partien gegen Namibia und Kanada. Für kurze Zeit führten sie sogar die Tabelle an, bis sie eine deutliche Niederlage gegen Südafrika hinnehmen mussten. Damit war das Turnier für Italien beendet. Sowohl Namibia als auch Kanada waren chancenlos und blieben ohne Sieg; die direkte Begegnung zwischen beiden Teams fiel ebenfalls aus. Namibia schloss bei seiner sechsten Weltmeisterschaftsteilnahme erstmals nicht als Gruppenletzter ab.
|    | Land       | Spiele | Siege | Unent. | Ndlg. | Spiel- punkte | Diff. | Bonus- punkte | Punkte |
| -- | ---------- | ------ | ----- | ------ | ----- | ------------- | ----- | ------------- | ------ |
| 1. | Neuseeland | 4      | 3     | 1      | 0     | 157:22        | + 135 | 2             | 16     |
| 2. | Südafrika  | 4      | 3     | 0      | 1     | 185:36        | + 149 | 3             | 15     |
| 3. | Italien    | 4      | 2     | 1      | 1     | 98:78         | + 20  | 2             | 12     |
| 4. | Namibia    | 4      | 0     | 1      | 3     | 34:175        | − 141 | 0             | 2      |
| 5. | Kanada     | 4      | 0     | 1      | 3     | 14:177        | − 163 | 0             | 2      |

| 21. September 2019 | Neuseeland | 23 : 13 | Südafrika | International Stadium, Yokohama |
| 21. September 2019 |            |         |           | International Stadium, Yokohama |

| 22. September 2019 | Italien | 47 : 22 | Namibia | Hanazono Rugby Stadium, Higashiōsaka |
| 22. September 2019 |         |         |         | Hanazono Rugby Stadium, Higashiōsaka |

| 26. September 2019 | Italien | 48 : 70 | Kanada | Fukuoka Hakatanomori Stadium, Fukuoka |
| 26. September 2019 |         |         |        | Fukuoka Hakatanomori Stadium, Fukuoka |

| 28. September 2019 | Südafrika | 57 : 30 | Namibia | City of Toyota Stadium, Toyota |
| 28. September 2019 |           |         |         | City of Toyota Stadium, Toyota |

| 2. Oktober 2019 | Neuseeland | 63 : 00 | Kanada | Ōita Stadium, Ōita |
| 2. Oktober 2019 |            |         |        | Ōita Stadium, Ōita |

| 4. Oktober 2019 | Südafrika | 49 : 30 | Italien | Shizuoka Stadium Ecopa, Fukuroi |
| 4. Oktober 2019 |           |         |         | Shizuoka Stadium Ecopa, Fukuroi |

| 6. Oktober 2019 | Neuseeland | 71 : 90 | Namibia | Tokyo Stadium, Chōfu |
| 6. Oktober 2019 |            |         |         | Tokyo Stadium, Chōfu |

| 8. Oktober 2019 | Südafrika | 66 : 70 | Kanada | Kobe Misaki Stadium, Kōbe |
| 8. Oktober 2019 |           |         |        | Kobe Misaki Stadium, Kōbe |

| 12. Oktober 2019 | Neuseeland | 0 : 0 * | Italien | City of Toyota Stadium, Toyota |
| 12. Oktober 2019 |            |         |         | City of Toyota Stadium, Toyota |

| 13. Oktober 2019 | Namibia | 0 : 0 * | Kanada | Kamaishi Recovery Memorial Stadium, Kamaishi |
| 13. Oktober 2019 |         |         |        | Kamaishi Recovery Memorial Stadium, Kamaishi |

* Das Spiel zwischen Neuseeland und Italien wurde am 10. Oktober aufgrund des herannahenden Taifuns Hagibis sicherheitshalber abgesagt und als 0:0-Unentschieden gewertet. Am Morgen des 13. Oktober folgte aus demselben Grund auch die Absage der Partie zwischen Namibia und Kanada.

### Gruppe C
Gruppe C galt als «Todesgruppe» dieser Weltmeisterschaft, und wie schon vier Jahre zuvor war England in diese gelost worden. Im Gegensatz zu 2015 überstanden die Engländer die Vorrunde dieses Mal nicht nur unbeschadet, sondern hinterließen dabei einen sehr überzeugenden Eindruck. Sowohl gegen Tonga als auch gegen die USA siegten sie problemlos. Argentinien schien eine höhere Hürde zu sein, doch der WM-Vierte von 2015 musste nach einem Platzverweis über eine Stunde lang in Unterzahl spielen und war somit ebenfalls chancenlos. Die mit Spannung erwartete Begegnung mit Erzrivale Frankreich fiel wegen des Taifuns aus, sodass England vorzeitig als Gruppensieger feststand.
Frankreich führte zur Halbzeit des ersten Spiels gegen Argentinien deutlich, ließ den Gegner aber wieder aufschließen. Ein Dropgoal durch Camille Lopez zehn Minuten vor Spielende entschied das Spiel mit zwei Punkten Unterschied zugunsten der Franzosen. Während sie das darauf folgende Spiel gegen die USA deutlich für sich entschieden, endete die Partie gegen Tonga erneut mit lediglich zwei Punkten Unterschied. Nur mit Mühe gelang es den Franzosen, eine WM-Niederlage gegen das Team aus dem Südpazifik abzuwenden (es wäre die zweite nach 2011 gewesen). Bereits vor der Absage des Spiels gegen England war die Viertelfinalqualifikation gesichert.
Die Pumas aus Argentinien zeigten eine insgesamt enttäuschende Weltmeisterschaft und waren weit von der Form der WM 2015 entfernt. Zwei Siegen gegen Tonga und die USA standen zwei Niederlagen gegen Frankreich und England gegenüber. Tonga war im ersten Spiel gegen England chancenlos, verlor die zwei folgenden Spiele gegen Argentinien und Frankreich relativ knapp und setzte sich zum Abschluss gegen die USA durch. Die Amerikaner wiederum verabschiedeten sich mit vier Niederlagen aus dem Turnier.
|    | Land               | Spiele | Siege | Unent. | Ndlg. | Spiel- punkte | Diff. | Bonus- punkte | Punkte |
| -- | ------------------ | ------ | ----- | ------ | ----- | ------------- | ----- | ------------- | ------ |
| 1. | England            | 4      | 3     | 1      | 0     | 119:20        | + 99  | 3             | 17     |
| 2. | Frankreich         | 4      | 3     | 1      | 0     | 79:51         | + 28  | 1             | 15     |
| 3. | Argentinien        | 4      | 2     | 0      | 2     | 106:91        | + 15  | 3             | 11     |
| 4. | Tonga              | 4      | 1     | 0      | 3     | 67:105        | − 38  | 2             | 6      |
| 5. | Vereinigte Staaten | 4      | 0     | 0      | 4     | 52:156        | − 104 | 0             | 0      |

| 21. September 2019 | Frankreich | 23 : 21 | Argentinien | Tokyo Stadium, Chōfu |
| 21. September 2019 |            |         |             | Tokyo Stadium, Chōfu |

| 22. September 2019 | England | 35 : 30 | Tonga | Sapporo Dome, Sapporo |
| 22. September 2019 |         |         |       | Sapporo Dome, Sapporo |

| 26. September 2019 | England | 45 : 70 | Vereinigte Staaten | Kobe Misaki Stadium, Kōbe |
| 26. September 2019 |         |         |                    | Kobe Misaki Stadium, Kōbe |

| 28. September 2019 | Argentinien | 28 : 12 | Tonga | Hanazono Rugby Stadium, Higashiōsaka |
| 28. September 2019 |             |         |       | Hanazono Rugby Stadium, Higashiōsaka |

| 2. Oktober 2019 | Frankreich | 33 : 90 | Vereinigte Staaten | Fukuoka Hakatanomori Stadium, Fukuoka |
| 2. Oktober 2019 |            |         |                    | Fukuoka Hakatanomori Stadium, Fukuoka |

| 5. Oktober 2019 | England | 39 : 10 | Argentinien | Tokyo Stadium, Chōfu |
| 5. Oktober 2019 |         |         |             | Tokyo Stadium, Chōfu |

| 6. Oktober 2019 | Frankreich | 23 : 21 | Tonga | Kumamoto Stadium, Kumamoto |
| 6. Oktober 2019 |            |         |       | Kumamoto Stadium, Kumamoto |

| 9. Oktober 2019 | Argentinien | 47 : 17 | Vereinigte Staaten | Kumagaya-Rugbystadion, Kumagaya |
| 9. Oktober 2019 |             |         |                    | Kumagaya-Rugbystadion, Kumagaya |

| 12. Oktober 2019 | England | 0 : 0 * | Frankreich | International Stadium, Yokohama |
| 12. Oktober 2019 |         |         |            | International Stadium, Yokohama |

| 13. Oktober 2019 | Vereinigte Staaten | 19 : 31 | Tonga | Hanazono Rugby Stadium, Higashiōsaka |
| 13. Oktober 2019 |                    |         |       | Hanazono Rugby Stadium, Higashiōsaka |

* Das Spiel wurde am 10. Oktober aufgrund des herannahenden Taifuns Hagibis sicherheitshalber abgesagt und als 0:0-Unentschieden gewertet.

### Gruppe D
Wales begann das Turnier mit einem deutlichen Sieg gegen Georgien. In der Partie gegen Australien, den anderen Favoriten auf den ersten Platz in der Gruppe D, setzten sich die Waliser knapp mit vier Punkten Unterschied durch. Dazu trug auch ein Dropgoal von Dan Biggar nach nur 35 Sekunden bei, das schnellste der WM-Geschichte. Gegen Fidschi gerieten die Waliser früh in Rückstand, konnten diesen aber wettmachen und das Spiel letztlich für sich entscheiden. Mit dem Sieg im vierten Spiel gegen Uruguay sicherten sie sich den ersten Platz in der Gruppe.
Australien lag in seinem Auftaktspiel gegen Fidschi zur Pause mit zwei Punkten zurück, doch mit vier Versuchen in der zweiten Halbzeit gelang den Wallabies doch noch ein deutlicher Sieg. Nach der Niederlage gegen Wales gewannen sie die zwei weiteren Spiele gegen Uruguay und Georgien deutlich, was ihnen ebenfalls die Viertelfinalqualifikation sicherte. Während Fidschis Auftaktniederlage gegen Australien nicht ganz unerwartet war, kam die zweite Niederlage gegen Uruguay einer kleineren Sensation gleich. Obwohl die Fidschianer fünf Versuche (und damit zwei mehr als ihre Gegner) erzielten, verloren sie trotzdem, da sie bei nicht weniger als vier Erhöhungen und zwei Penaltys wichtige Punkte liegen ließen. Ein deutlicher Sieg gegen Georgien und eine knappe Niederlage gegen Wales bedeuteten letztlich Platz 3.
Georgien versuchte an das gute Ergebnis von 2015 anzuknüpfen, was nicht ganz gelang: Dem Sieg gegen Uruguay standen drei Niederlagen gegen Wales, Fidschi und Australien gegenüber. Trotz des überraschenden Sieges im ersten Spiel gegen Fidschi blieb Uruguay nur der letzte Platz.
|    | Land       | Spiele | Siege | Unent. | Ndlg. | Spiel- punkte | Diff. | Bonus- punkte | Punkte |
| -- | ---------- | ------ | ----- | ------ | ----- | ------------- | ----- | ------------- | ------ |
| 1. | Wales      | 4      | 4     | 0      | 0     | 136:69        | + 67  | 3             | 19     |
| 2. | Australien | 4      | 3     | 0      | 1     | 136:68        | + 68  | 4             | 16     |
| 3. | Fidschi    | 4      | 1     | 0      | 3     | 110:108       | + 2   | 3             | 7      |
| 4. | Georgien   | 4      | 1     | 0      | 3     | 65:122        | − 57  | 1             | 5      |
| 5. | Uruguay    | 4      | 1     | 0      | 3     | 60:140        | − 80  | 0             | 4      |

| 21. September 2019 | Australien | 39 : 21 | Fidschi | Sapporo Dome, Sapporo |
| 21. September 2019 |            |         |         | Sapporo Dome, Sapporo |

| 23. September 2019 | Wales | 43 : 14 | Georgien | City of Toyota Stadium, Toyota |
| 23. September 2019 |       |         |          | City of Toyota Stadium, Toyota |

| 25. September 2019 | Fidschi | 27 : 30 | Uruguay | Kamaishi Recovery Memorial Stadium, Kamaishi |
| 25. September 2019 |         |         |         | Kamaishi Recovery Memorial Stadium, Kamaishi |

| 29. September 2019 | Georgien | 33 : 70 | Uruguay | Kumagaya-Rugbystadion, Kumagaya |
| 29. September 2019 |          |         |         | Kumagaya-Rugbystadion, Kumagaya |

| 29. September 2019 | Australien | 25 : 29 | Wales | Tokyo Stadium, Chōfu |
| 29. September 2019 |            |         |       | Tokyo Stadium, Chōfu |

| 3. Oktober 2019 | Georgien | 10 : 45 | Fidschi | Hanazono Rugby Stadium, Higashiōsaka |
| 3. Oktober 2019 |          |         |         | Hanazono Rugby Stadium, Higashiōsaka |

| 5. Oktober 2019 | Australien | 45 : 10 | Uruguay | Ōita Stadium, Ōita |
| 5. Oktober 2019 |            |         |         | Ōita Stadium, Ōita |

| 9. Oktober 2019 | Wales | 29 : 17 | Fidschi | Ōita Stadium, Ōita |
| 9. Oktober 2019 |       |         |         | Ōita Stadium, Ōita |

| 11. Oktober 2019 | Australien | 27 : 80 | Georgien | Shizuoka Stadium Ecopa, Fukuroi |
| 11. Oktober 2019 |            |         |          | Shizuoka Stadium Ecopa, Fukuroi |

| 13. Oktober 2019 | Wales | 35 : 13 | Uruguay | Kumamoto Stadium, Kumamoto |
| 13. Oktober 2019 |       |         |         | Kumamoto Stadium, Kumamoto |

## Finalrunde

### Übersicht
|  | Viertelfinale             | Viertelfinale                |                              |                              | Halbfinale                   | Halbfinale |  |  | Finale                    | Finale                    |
|  |                           |                              |                              |                              |                              |            |  |  |                           |                           |
|  | 19. Oktober 2019 in Ōita  |                              |                              |                              |                              |            |  |  |                           |                           |
|  | England                   | 40                           |                              |                              |                              |            |  |  |                           |                           |
|  | England                   | 40                           | 26. Oktober 2019 in Yokohama |                              |                              |            |  |  |                           |                           |
|  | Australien                | 16                           |                              |                              |                              |            |  |  |                           |                           |
|  | Australien                | 16                           | England                      | 19                           |                              |            |  |  |                           |                           |
|  |                           |                              | England                      | 19                           |                              |            |  |  |                           |                           |
|  |                           | Neuseeland                   | 7                            |                              |                              |            |  |  |                           |                           |
|  | Neuseeland                | Neuseeland                   | 7                            | 46                           |                              |            |  |  |                           |                           |
|  | Neuseeland                |                              |                              | 46                           |                              |            |  |  |                           |                           |
|  | Irland                    | 14                           |                              | 2. November 2019 in Yokohama | 2. November 2019 in Yokohama |            |  |  |                           |                           |
|  | 19. Oktober 2019 in Chōfu | 19. Oktober 2019 in Chōfu    | England                      | 12                           |                              |            |  |  |                           |                           |
|  | 20. Oktober 2019 in Ōita  | 20. Oktober 2019 in Ōita     |                              | Südafrika                    | 32                           |            |  |  |                           |                           |
|  | Wales                     | 20                           |                              |                              |                              |            |  |  |                           |                           |
|  | Frankreich                | 19                           |                              |                              |                              |            |  |  |                           |                           |
|  | Frankreich                | 19                           | Wales                        | 16                           |                              |            |  |  |                           |                           |
|  |                           |                              | Wales                        | 16                           | Spiel um Platz 3             |            |  |  |                           |                           |
|  |                           | Südafrika                    | 19                           |                              |                              |            |  |  |                           |                           |
|  | Japan                     | Südafrika                    | 19                           | 3                            | Neuseeland                   | 40         |  |  |                           |                           |
|  | Japan                     | 27. Oktober 2019 in Yokohama |                              | 3                            | Neuseeland                   | 40         |  |  |                           |                           |
|  | Südafrika                 | 26                           |                              | Wales                        | 17                           |            |  |  |                           |                           |
|  | Südafrika                 | 26                           |                              |                              | 17                           |            |  |  |                           |                           |
|  | 20. Oktober 2019 in Chōfu | 20. Oktober 2019 in Chōfu    |                              |                              |                              |            |  |  | 1. November 2019 in Chōfu | 1. November 2019 in Chōfu |

### Viertelfinale
| 19. Oktober 2019 | England | 40 : 16 | Australien | Ōita Stadium, Ōita |
| 19. Oktober 2019 |         |         |            | Ōita Stadium, Ōita |

| 19. Oktober 2019 | Neuseeland | 46 : 14 | Irland | Tokyo Stadium, Chōfu |
| 19. Oktober 2019 |            |         |        | Tokyo Stadium, Chōfu |

| 20. Oktober 2019 | Wales | 20 : 19 | Frankreich | Ōita Stadium, Ōita |
| 20. Oktober 2019 |       |         |            | Ōita Stadium, Ōita |

| 20. Oktober 2019 | Japan | 03 : 26 | Südafrika | Tokyo Stadium, Chōfu |
| 20. Oktober 2019 |       |         |           | Tokyo Stadium, Chōfu |

Im ersten Viertelfinale standen sich England als Sieger der Gruppe C und Australien als Zweitplatzierter der Gruppe D gegenüber. Christian Lealiʻifano brachte die Wallabies mit einem Straftritt 0:3 in Führung. Die Engländer reagierten prompt mit zwei Versuchen von Jonny May und zwei Erhöhung von Owen Farrell, womit es nach 25 Minuten 14:3 stand. Nach je einem weiteren Straftritt von Lealiifano und Farrell ging es mit 17:9 in die Pause. Kurz nach Beginn der zweiten Halbzeit kam Australien mit einem Straftritt, einem Versuch von Marika Koroibete und einer Erhöhung nochmals bis auf einen Punkt heran; nach 44 Minuten stand es noch 17:16. Doch die Australier gerieten anschließend immer mehr unter Druck der zunehmend stärker werdenden Engländer, die jeden Fehler konsequent ausnutzten. Mit einem erhöhten Versuch von Kyle Sinckler und zwei weiteren Straftritten von Farrell zogen sie vorentscheidend auf 33:16 davon. Schließlich machte Anthony Watson in der 76. Minute mit dem vierten erhöhten Versuch alles klar und sicherte England das erste WM-Halbfinale seit 2007.
Titelverteidiger Neuseeland (Erster der Gruppe B) und Mitfavorit Irland (Zweiter der Gruppe A) trafen im zweiten Viertelfinale aufeinander. Von Anfang an übernahmen die All Blacks das Kommando und ließen ihren Gegnern nicht den Hauch einer Chance. Zwei Versuche von Aaron Smith und ein weiterer von Beauden Barrett (wobei Richie Moʻunga einen Straftritt und zwei Erhöhungen beisteuerte), sorgten nach etwas mehr als einer halben Stunde für eine komfortable 22:0-Führung. Mit diesem Ergebnis ging es auch in die Pause. Nach dem Wiederanpfiff zogen die Neuseeländer ihr Angriffsspiel weiterhin konsequent durch. Codie Taylor und Matt Todd steuerten zwei weitere Versuche bei, sodass es nach 61 Minuten bereits 34:0 stand. Erst jetzt vermochten die Iren effektiv Gegenwehr zu leisten und erzielten erst in der 69. Minuten mit einem Versuch von Robbie Henshaw sowie einer Erhöhung von Joey Carbery ihre ersten Punkte. Ein Strafversuch für Irland in der 76. Minute und ein nicht erhöhter Versuch Jordie Barrett kurz vor Schluss ergaben das überaus deutliche Endergebnis von 46:14 für die All Blacks.
Am spannendsten war das dritte Viertelfinale zwischen Wales (Sieger der Gruppe D) gegen Frankreich (Zweiter der Gruppe C). Eine Besonderheit war der Umstand, dass sich zwei bisher ungeschlagene Teams gegenüberstanden. Mit zwei Versuchen von Sébastien Vahaamahina und Charles Ollivon sowie einer Erhöhung von Romain Ntamack lagen die Franzosen nach nur acht Minuten bereits mit 0:12 in Führung. Die Waliser konterten mit einem Versuch von Aaron Wainwright sowie je einer Erhöhung und einem Straftritt von Dan Biggar, sodass es nach 20 Minuten nur noch 10:12 stand. Virimi Vakatawa mit einem Versuch nach 31 Minuten und Ntamack mit einer Erhöhung legten wieder für Frankreich vor, der Pausenstand lautete 10:19. In der 48. Minute wurde Vahaamahina wegen eines absichtlichen Ellbogenchecks in Wainwrights Gesicht mit einer roten Karte vom Platz gestellt. Die nun in Unterzahl spielenden Franzosen konnten in der Folge keine Akzente mehr setzen. Biggar brachte die Waliser in der 54. Minute mit einem weiteren Straftritt auf 13:19 heran. Der Versuch von Ross Moriarty in der 74. Minute und die Erhöhung von Biggar brachten die Wende. Wales lag nun 20:19 in Führung und gab sie bis zum Spielende nicht mehr ab.
Im letzten Viertelfinale hoffte Gastgeber Japan (Sieger der Gruppe A) auf einen ähnlichen Erfolg gegen Südafrika (Zweiter der Gruppe B) wie vier Jahre zuvor bei der WM 2015. In der vierten Minute gingen die Springboks dank eines nicht erhöhten Versuchs von Makazole Mapimpi mit 0:5 in Führung. Nach 20 Minuten verkürzte Yū Tamura mit einem Straftritt auf 3:5. Ansonsten neutralisierten sich beide Teams während der ersten Hälfte gegenseitig und gingen mit diesem Ergebnis in die Pause. In der zweiten Hälfte schwanden die Kräfte der Japaner zusehends und hatten dem Ansturm der Südafrikaner immer weniger entgegenzusetzen. Nachdem Handré Pollard mit drei Straftritten auf 3:14 vorgelegt hatte, machten Faf de Klerk und Mapimpi mit weiteren Versuchen sowie Pollard mit einer Erhöhung alles klar. Dennoch stellte die Viertelfinalteilnahme den bisher größten Erfolg für den aufstrebenden japanischen Rugbysport dar.

### Halbfinale
| 26. Oktober 2019 | England | 19 : 70 | Neuseeland | International Stadium, Yokohama |
| 26. Oktober 2019 |         |         |            | International Stadium, Yokohama |

| 27. Oktober 2019 | Wales | 16 : 19 | Südafrika | International Stadium, Yokohama |
| 27. Oktober 2019 |       |         |           | International Stadium, Yokohama |

Mit England und Neuseeland standen sich im ersten Halbfinale jene zwei Teams gegenüber, die im Verlaufe des Turniers bisher den besten Eindruck hinterlassen hatten. Diese Partie galt dementsprechend auch als eine Art «vorgezogenes Finale». Völlig unerwartet wurden die favorisierten All Blacks von den taktisch hervorragend eingestellten Engländern überrumpelt und waren nicht in der Lage, ihr gewohntes flüssiges Angriffsspiel durchzuziehen. Mit einem Versuch von Manu Tuilagi nach 96 Sekunden und einer Erhöhung von Owen Farrell ging England früh 7:0 in Führung. Die Engländer dominierten alle Standardsituationen und drängten ihre Gegner konsequent in die Defensive. Der Schiedsrichter erklärte in der 25. Minute einen Versuch von Sam Underhill für ungültig, da ein Mitspieler unmittelbar zuvor ein mögliches Tackle regelwidrig abgeblockt hatte. Nach einem Straftritt von George Ford stand es zur Pause 10:0 für England. Kurz nach Wiederanpfiff wurde nach Intervention des Video-Schiedsrichters ein weiterer Versuch durch Ben Youngs aberkannt, diesmal wegen Ballverlusts im offenen Gedränge. Das englische Team ließ sich davon nicht beirren und Ford legte in der 50. Minute mit einem weiteren Straftritt auf 13:0 vor. Ein Fehler der Engländer beim Gasseneinwurf führte nach 57 Minuten zu den einzigen Punkten der All Blacks, als Ardie Savea einen Versuch legte, gefolgt von einer Erhöhung durch Richie Moʻunga zum 13:7. Ford steuerte zwei weitere Straftritte zum 19:7-Endstand bei. Es war dies Neuseelands erste WM-Niederlage seit dem Viertelfinale von 2007 gegen Frankreich. Ebenso war es der erste WM-Sieg der Engländer gegen die Neuseeländer überhaupt.
Das zweite Halbfinale zwischen Wales und Südafrika war vor allem in der ersten Halbzeit stark von Taktik geprägt. Keiner der Mannschaften gelang ein entscheidender Vorstoß, weshalb sich beide zunächst auf das Verwerten von Straftritten beschränkten. Zwei erfolgreiche Kicks von Dan Biggar für Wales und drei von Handré Pollard für Südafrika führten zum 6:9-Pausenstand. Die zweite Halbzeit begann ähnlich wie die erste aufgehört hatte: Biggar glich mit einem Straftritt in der 46. Minute aus und es stand 9:9. Den ersten erfolgreichen Versuch des Spiels legte Damian de Allende in der 57. Minute, gefolgt von einer Erhöhung Pollards, wodurch Südafrika auf 9:16 davonzog. Wales konnte acht Minuten später kontern, als Josh Adams seinen insgesamt sechsten Versuch in diesem Turnier erzielte und Leigh Halfpenny mit seiner Erhöhung zum 16:16 ausglich. Vier Minuten später gelang Pollard mit einem Straftritt der entscheidende Punktgewinn zum 16:19-Sieg der Springboks.

### Spiel um Platz 3
| 1. November 2019 | Neuseeland | 40 : 17 | Wales | Tokyo Stadium, Chōfu |
| 1. November 2019 |            |         |       | Tokyo Stadium, Chōfu |

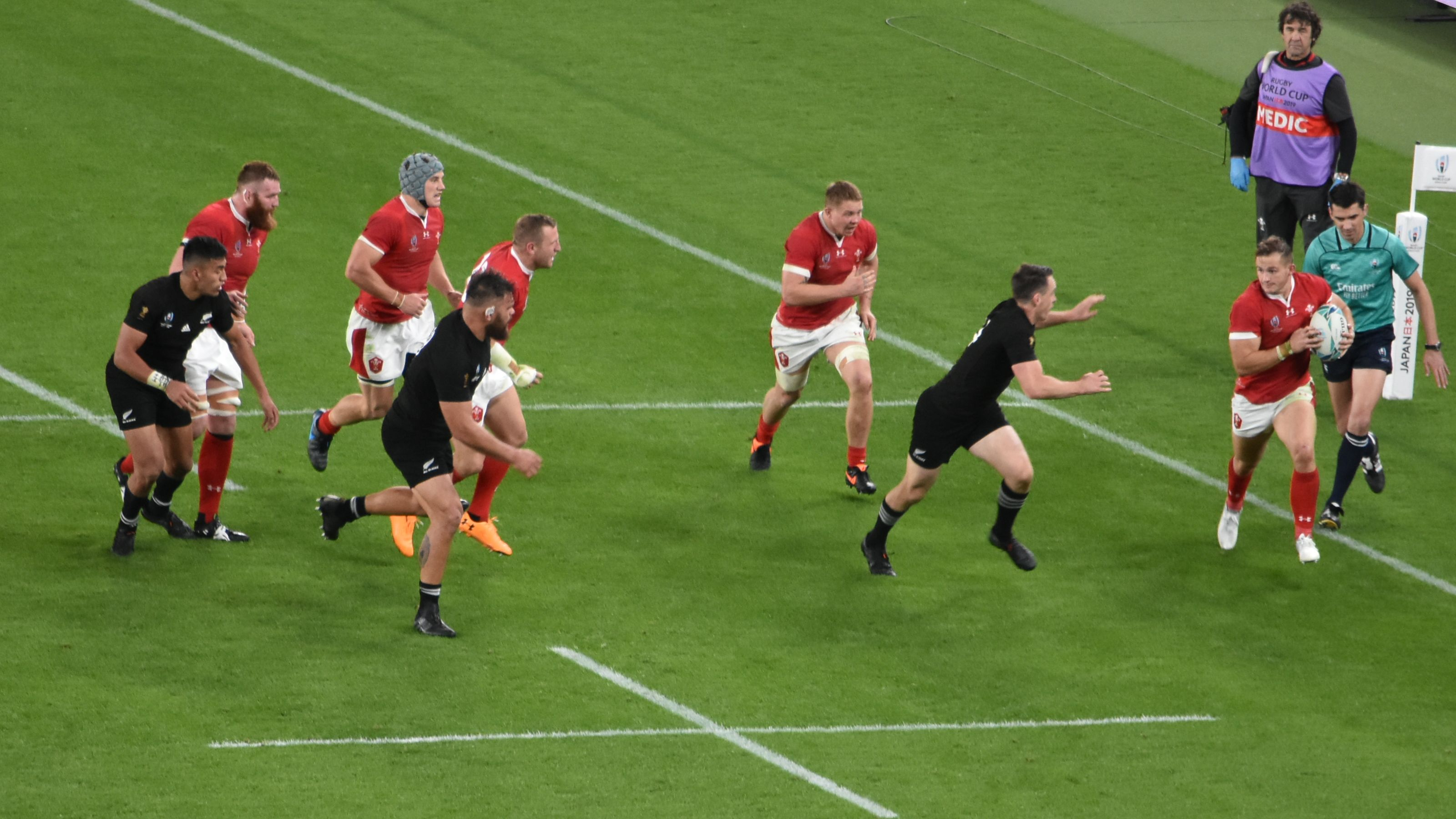
Spielszene

Im Duell der Halbfinalverlierer strebten die Waliser den ersten Sieg gegen die All Blacks seit 66 Jahren an; es war zugleich das letzte Spiel für Wales’ Trainer Warren Gatland. Nach zwei erhöhten Versuchen von Joe Moody und Beauden Barrett stand es jedoch nach 13 Minuten bereits 14:0 für Neuseeland. Zwar konnten die Waliser mit einem erhöhten Versuch von Hallam Amos und einem Straftritt von Rhys Patchell bis zur 27. Minute auf 14:10 verkürzen, doch es gelang ihnen in der Folge nicht, aus ihren Raumgewinnen und ihrem höheren Anteil am Ballbesitz einen Nutzen zu ziehen. Stattdessen zogen die All Blacks dank zweier erhöhter Versuche von Ben Smith bis zur Pause vorentscheidend auf 28:10 davon. Kurz nach dem Wiederanpfiff steuerte Ryan Crotty einen weiteren erhöhten Versuch zur 35:10-Führung bei. In der 59. Minute erzielte der Waliser Josh Adams seinen insgesamt siebten Versuch in diesem Turnier, womit er seine Position als Topscorer ausbauen konnte. Richie Moʻunga, der zuvor alle Erhöhungen der Neuseeländer getreten hatte, gelang vier Minuten vor Schluss ebenfalls ein Versuch zum 40:17-Endstand.

### Finale
| 2. November 2019 | England | 12 : 32 | Südafrika | International Stadium, Yokohama |
| 2. November 2019 |         |         |           | International Stadium, Yokohama |

Aufgrund der Leistungen während der Finalrunde galten die Engländer bei den Buchmachern vor dem entscheidenden Spiel als Favoriten. Doch von Anfang an gelang es ihnen nicht, ihr bisher so erfolgreiches Angriffspiel zu entfalten. Sie scheiterten wiederholt an der südafrikanischen Defensive und machten zahlreiche ungewohnte Fehler, insbesondere im Gedränge. Dies wiederum erlaubte es den Springboks, von günstigen Positionen aus Straftritte zu treten. Handré Pollard brachte die Südafrikaner in der 10. Minute mit 0:3 in Führung. Owen Farrell konnte nach 23 Minuten zwar zum 3:3 ausgleichen, doch Pollard sorgte mit zwei weiteren Straftritten für eine 6:12-Führung zur Pause. Auch in der zweiten Halbzeit fanden die Engländer kein Rezept gegen das südafrikanische Defensivkonzept. Nach weiteren Straftritten durch Pollard und Farrell stand es nach einer Stunde 12:18. Dann gelang Makazole Mapimpi in der 66. Minute der erste vorentscheidende Durchbruch und erzielte einen Versuch, den Pollard erhöhte. Nach 74 Minuten gelang Cheslin Kolbe ein weiterer erhöhter Versuch zum 12:32-Endstand. Zum dritten Mal nach 1995 und 2007 sicherten sich die Springboks den Webb Ellis Cup; es war auch das erste Mal, dass ein Team nach einer Niederlage in der Gruppenphase den Weltmeistertitel errang.

## Statistiken

### Mannschaften
Die Tabelle führt die 20 teilnehmenden Mannschaften nach ihrem Abschneiden bei der Rugby-Union-Weltmeisterschaft 2019 auf.

Ergebnis der Rugby-Union-Weltmeisterschaft 2019:
Sieger
Finalist
3. Platz
4. Platz
Viertelfinalteilnahme
In der Gruppenphase ausgeschieden
Keine Teilnahme

| Mannschaft         | Spiele | Siege | Unent. | Ndlg. | Punkte | Versuche | Erhöh- ungen | Straf- tritte | Drop- goals | Gelbe Karten | Rote Karten |
| ------------------ | ------ | ----- | ------ | ----- | ------ | -------- | ------------ | ------------- | ----------- | ------------ | ----------- |
| Südafrika          | 7      | 6     | 0      | 1     | 262    | 33       | 23           | 16            | 1           | 1            | 0           |
| England            | 7      | 5     | 1      | 1     | 190    | 22       | 16           | 16            | 0           | 0            | 0           |
| Neuseeland         | 7      | 5     | 1      | 1     | 250    | 36       | 28           | 4             | 0           | 3            | 0           |
| Wales              | 7      | 5     | 0      | 2     | 189    | 22       | 19           | 11            | 2           | 3            | 0           |
| Japan              | 5      | 4     | 0      | 1     | 118    | 13       | 10           | 11            | 0           | 0            | 0           |
| Irland             | 5      | 3     | 0      | 2     | 135    | 20       | 15           | 1             | 0           | 1            | 1           |
| Australien         | 5      | 3     | 0      | 2     | 152    | 21       | 13           | 7             | 0           | 3            | 0           |
| Frankreich         | 5      | 3     | 1      | 1     | 98     | 12       | 10           | 5             | 1           | 0            | 1           |
| Italien            | 4      | 2     | 1      | 1     | 98     | 14       | 9            | 2             | 0           | 0            | 1           |
| Schottland         | 4      | 2     | 0      | 2     | 119    | 16       | 13           | 2             | 1           | 0            | 0           |
| Argentinien        | 4      | 2     | 0      | 2     | 106    | 14       | 12           | 4             | 0           | 0            | 1           |
| Fidschi            | 4      | 1     | 0      | 3     | 110    | 17       | 7            | 3             | 0           | 3            | 0           |
| Tonga              | 4      | 1     | 0      | 3     | 67     | 9        | 8            | 2             | 0           | 0            | 0           |
| Georgien           | 4      | 1     | 0      | 3     | 65     | 9        | 7            | 2             | 0           | 1            | 0           |
| Samoa              | 4      | 1     | 0      | 3     | 58     | 8        | 3            | 4             | 0           | 5            | 1           |
| Uruguay            | 4      | 1     | 0      | 3     | 60     | 6        | 6            | 6             | 0           | 1            | 1           |
| Namibia            | 4      | 0     | 1      | 3     | 34     | 3        | 2            | 5             | 0           | 2            | 0           |
| Kanada             | 4      | 0     | 1      | 3     | 14     | 2        | 2            | 0             | 0           | 1            | 1           |
| Vereinigte Staaten | 4      | 0     | 0      | 4     | 52     | 7        | 4            | 3             | 0           | 0            | 1           |
| Russland           | 4      | 0     | 0      | 4     | 19     | 1        | 1            | 3             | 1           | 3            | 0           |
| Gesamt             | 48     |       |        |       | 2196   | 285      | 208          | 107           | 6           | 27           | 8           |

### Punkte und Versuche
|     | Name                  | Punkte |
| --- | --------------------- | ------ |
| 1.  | Handré Pollard        | 69     |
| 2.  | Owen Farrell          | 58     |
| 3.  | Richie Moʻunga        | 54     |
| 4.  | Yū Tamura             | 51     |
| 5.  | Dan Biggar            | 41     |
| 6.  | Josh Adams            | 35     |
| 7.  | George Ford           | 32     |
| 8.  | Jordie Barrett        | 31     |
| 9.  | Felipe Berchesi       | 30     |
| 9.  | Makazole Mapimpi      | 30     |
| 11. | Elton Jantjies        | 28     |
| 12. | Romain Ntamack        | 27     |
| 13. | Adam Hastings         | 26     |
| 13. | Jonathan Sexton       | 26     |
| 15. | Kōtarō Matsushima     | 25     |
| 16. | Rhys Patchell         | 24     |
| 17. | Tommaso Allan         | 23     |
| 17. | Christian Lealiʻifano | 23     |
| 19. | Sonatane Takulua      | 21     |
| 19. | Ben Volavola          | 21     |

|    | Name               | Versuche |
| -- | ------------------ | -------- |
| 1. | Josh Adams         | 7        |
| 2. | Makazole Mapimpi   | 6        |
| 3. | Kōtarō Matsushima  | 5        |
| 4. | Kenki Fukuoka      | 4        |
| 4. | Julián Montoya     | 4        |
| 4. | Ben Smith          | 4        |
| 7. | Beauden Barrett    | 3        |
| 7. | Jordie Barrett     | 3        |
| 7. | Andrew Conway      | 3        |
| 7. | Luke Cowan-Dickie  | 3        |
| 7. | Dane Haylett-Petty | 3        |
| 7. | George Horne       | 3        |
| 7. | Cheslin Kolbe      | 3        |
| 7. | Marika Koroibete   | 3        |
| 7. | Jonny May          | 3        |
| 7. | Bongi Mbonambi     | 3        |
| 7. | Cobus Reinach      | 3        |
| 7. | Manu Tuilagi       | 3        |
| 7. | Telusa Veainu      | 3        |

## Auswirkungen des Taifuns Hagibis
World Rugby und das WM-Organisationskomitee teilten am 10. Oktober mit, dass sie die Vorrundenspiele der Gruppe B zwischen Neuseeland und Italien und der Gruppe C zwischen England und Frankreich abgesagt hatten. Gründe für die Entscheidung waren der herannahende Taifun Hagibis und die damit verbundenen Folgen für die Metropolregion Tokio, darunter wahrscheinliche Störungen im öffentlichen Nahverkehr und Sturmschäden. Dies war das erste Mal überhaupt, dass Weltmeisterschaftsspiele abgesagt werden mussten. World Rugby und die Organisatoren behielten sich weitere mögliche Absagen am 13. Oktober aufgrund der Wetterlage vor, insbesondere für das Spiel zwischen Japan und Schottland.
Am Abend des 12. Oktober (Ortszeit) veröffentlichten World Rugby und die Organisatoren eine Erklärung, wonach sie die Mannschaften aus Namibia und Kanada über die Möglichkeit einer Spielabsage in Kenntnis gesetzt hätten, da der Taifun über den Spielort Kamaishi ziehen würde. Die Entscheidung zur Absage fiel am darauf folgenden Morgen aufgrund einer behördlichen Evakuierungsanordnung. Die kanadische Mannschaft blieb in Kamaishi, um der lokalen Bevölkerung bei den Aufräumarbeiten zu helfen.
Kurz nach der Absage des Spiels Namibia–Kanada folgte die Bestätigung, dass die Spiele zwischen Wales und Uruguay sowie zwischen den USA und Tonga wie geplant stattfinden würden, da die Spielorte nicht im Einzugsbereich des Taifuns lagen. Um die Mittagszeit des 12. Oktober wurde bestätigt, dass die Partie zwischen Japan und Schottland nicht vom Taifun betroffen sei und wie vorgesehen ausgetragen werde. Zuvor hatte es auch Befürchtungen gegeben, dass das Spiel aus Sicherheitsgründen ohne Zuschauer ausgetragen werden könnte, was dann aber nicht eintraf.
Gemäß den Turnierregeln wurden alle abgesagten Vorrundenspiele als Unentschieden mit einem Spielstand von 0:0 gewertet, weshalb alle betroffenen Mannschaften je zwei Tabellenpunkte zugesprochen erhielten. Dadurch war es Frankreich nicht möglich, um die erste Position in der Gruppe A zu spielen, die zu diesem Zeitpunkt von England gehalten wurde. Für Italien bedeutete die Absage das Turnierende; ein (eher unwahrscheinlicher) Sieg gegen Neuseeland hätte der Mannschaft die Qualifikation für die Finalrunde ermöglicht.

## Fernsehübertragung
Zum ersten Mal war der einheimische Rechte-Inhaber nicht gleichzeitig der Produzent der Fernsehübertragungen. Stattdessen war International Games Broadcast Services (IGBS) zuständig, ein Joint-Venture zwischen Host Broadcast Services (HBS) und IMG. IGBS nutzte Produktionsressourcen aus traditionellen Rugbyländern wie Australien, Frankreich, Neuseeland, Südafrika und Großbritannien. Der japanische Sender NHK verbreitete erstmals überhaupt Bilder in 8K-Auflösung und verwendete dafür eine Kombination von neun 8K-Kameras mit hochgerechneten 4K-Signalen von IGBS. Das internationale Übertragungszentrum befand sich neben dem Tokyo Stadium.
In Deutschland erwarb die ProSiebenSat.1 Media die Übertragungsrechte an den Qualifikationsspielen 2018 und den Weltmeisterschaftspartien 2019. Während die drei Spiele mit deutscher Beteiligung auf dem Free-TV-Sender ProSieben Maxx ausgestrahlt wurden, waren die restlichen Spiele auf dem kostenlosen Live-Streamingdienst ran.de ebenfalls zu sehen. Kommentator bei den TV-Übertragungen war Jan Lüdecke. Bei den restlichen Spielen gab es einen englischen Kommentar zu hören. Die Live-Übertragungen wurden im Rahmen der Fernsehsendung ran Rugby durch Aiman Abdallah begleitend moderiert. In Österreich und in der Schweiz waren diese Übertragungen ebenfalls zu sehen.
31 der insgesamt 48 Spiele der Rugby-Union-Weltmeisterschaft 2019 wurden von September bis November auf ProSieben Maxx und ran.de mit deutschem Kommentar übertragen. Die restlichen Spiele waren als Stream auf ran.de zu sehen. Kommentatoren der Weltmeisterschaftsspiele waren Markus Krawinkel, Jan Lüdecke und der ehemalige deutsche Rugby-Nationalspieler Manuel Wilhelm. Im deutschsprachigen Teil der Schweiz übertrug SRF info die beiden Halbfinalspiele live, SRF zwei das Finale.